# Hengelo (Overijssel)
Hengelo (uitspraakⓘ) (Nedersaksisch: Hengel) is een stad en gemeente in de landstreek Twente en de provincie Overijssel. Op 22 november 2024 had de gemeente 83.058 inwoners en moet niet worden verward met het veel kleinere Hengelo in Gelderland.
De stad Hengelo omvat het grootste gedeelte van de gemeente. In het zuidelijke deel van de gemeente ligt het kerkdorp Beckum. Daarnaast vallen de buurtschappen Woolde (grotendeels) en Oele onder de gemeente. De gemeente Hengelo werkt samen in de Regio Twente. Hengelo is na Enschede, Zwolle en Deventer de vierde stad van Overijssel.
Hengelo wordt gezien als een (voormalige) industriestad. Doordat de stad in het verleden veel werkgelegenheid bood in de metaalindustrie, heeft Hengelo de bijnaam 'metaalstad' gekregen. Daarnaast zijn er van oudsher grote elektrotechnische en chemische bedrijven gevestigd.

## Geschiedenis

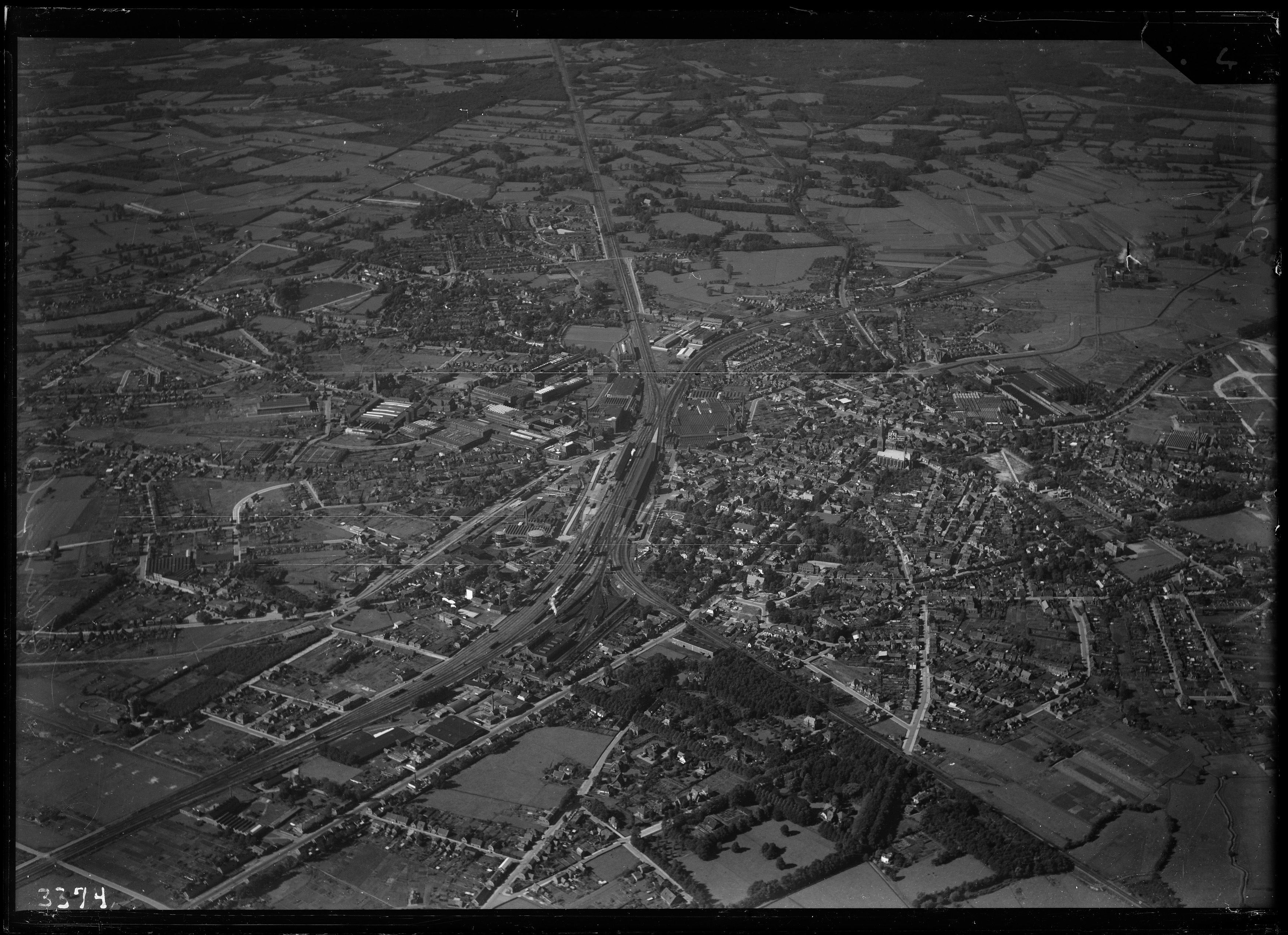
Luchtfoto van Hengelo (1920-1940)

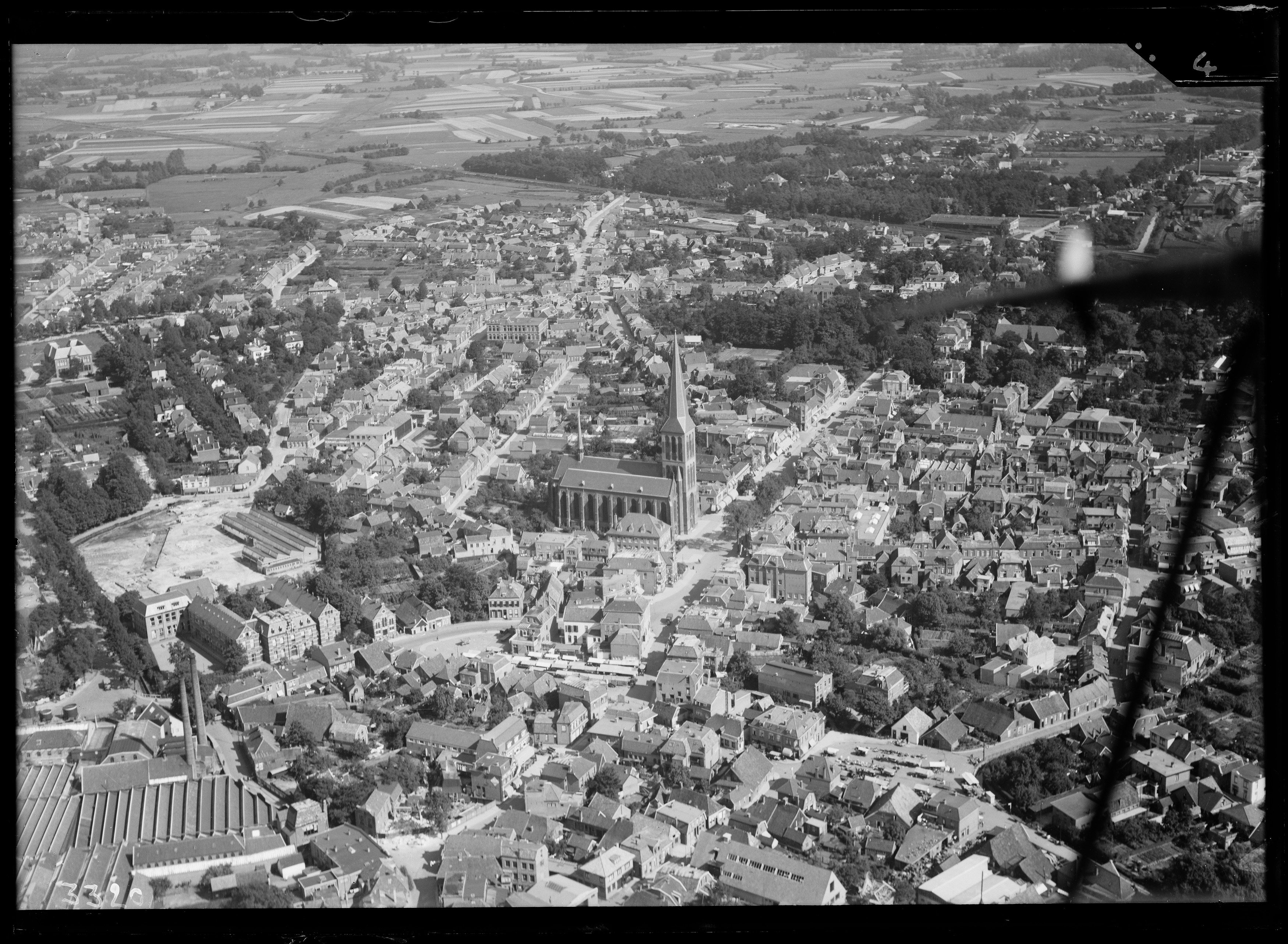
Luchtfoto van Hengelo (1920-1940)

Het dorp Hengelo ontstond in het kerspel Delden in de buurschap Woolde rond de Hof (te) Hengelo en de daarbij behorende kapel. Tussen circa 1525 en 1530 bouwde Fredrik van Twickelo op zijn Hof Hengelo het Huis Hengelo. Dit werd gesloopt in 1821. Alleen de fundamenten zijn nog zichtbaar. De originele poort van Huis Hengelo staat sinds 1902 in Twekkelo. 

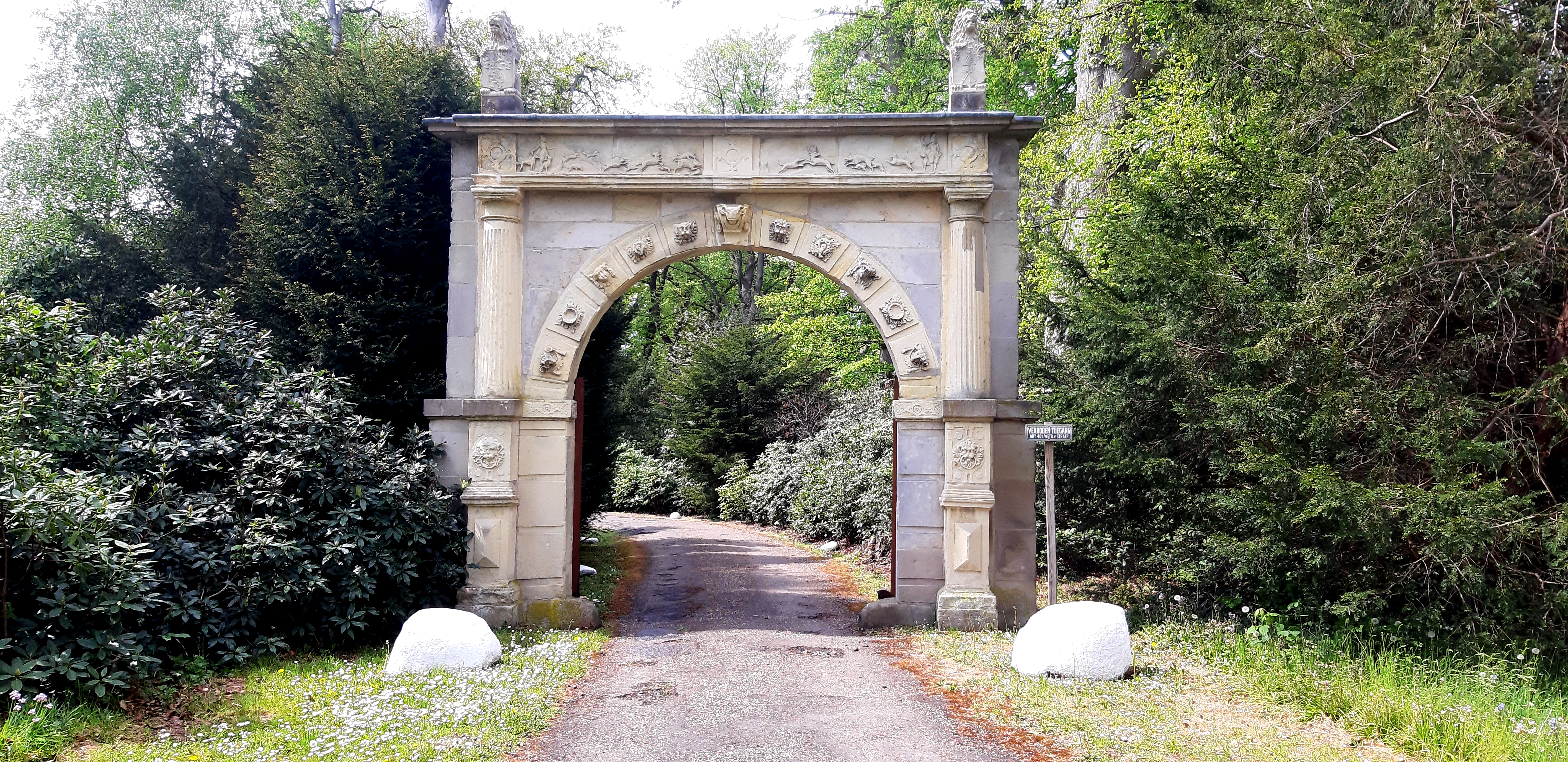
Poort van huis Hengelo

Hoewel uit archeologisch onderzoek is gebleken dat er op de plaats waar de gemeente zich nu bevindt al een paar duizend jaar bewoning is geweest, is de gemeente Hengelo pas ontstaan in 1811, hoewel het dorp al in 1802 een eigen dorpsbestuur kreeg. Op dat moment bestond het dorp uit niet meer dan een honderdtal boerderijen en kleine landarbeidershuisjes. De gemeente begon pas te groeien tijdens de Industriële revolutie van de negentiende eeuw. Aanvankelijk was er ook in Hengelo textielindustrie, maar waar deze zich in de loop van de eeuw steeds meer ging concentreren in Enschede, kwam in het Hengelose economisch leven de nadruk steeds meer te liggen op de technische industrie. Bij dit laatste speelde de familie Stork een grote rol. In 1868 vestigde vanuit Borne C.T. Stork een fabriek voor machineonderdelen in Hengelo, Gebr. Stork & co. Na de komst van dit bedrijf volgden andere grote fabrieken als Hazemeyer, Heemaf, Koninklijke Nederlandse Zoutindustrie en Hollandse Signaalapparaten. Door deze ontwikkelingen groeide Hengelo bijzonder snel. Het vroegere dorp kreeg zelfs een stedelijk aanzien.
In de Tweede Wereldoorlog werd Hengelo, vooral vanwege de strategische industrie die er gevestigd was, geregeld gebombardeerd. Daarbij werd het centrum van de stad op 6 en 7 oktober 1944 zo goed als geheel vernietigd. Na de oorlog kreeg Hengelo het aanzien van een typische wederopbouwgemeente. Veel van de nog aanwezige oude gebouwen werden niet gespaard in de vernieuwingsdrang. Zo verdween het karakteristieke witte gemeentehuis om plaats te maken voor een modern ontwerp met een toren die lijkt op die van Siena en Florence. Een van de opvallendste bouwwerken die de tand des tijds overleefden is de rooms-katholieke Sint-Lambertusbasiliek uit 1890.
In de jaren 90 werden er plannen ontwikkeld om de gemeenten Enschede, Hengelo en Borne samen te voegen tot één gemeente Twentestad. In 2000 werd van dat plan afgezien, vooral omdat een in Hengelo gehouden referendum had uitgewezen dat er zo goed als geen draagvlak onder de plaatselijke bevolking bestond. Sinds 2001 werd intensiever samengewerkt tussen de gemeenten Enschede, Hengelo, Borne en Almelo, als Netwerkstad Twente. De Netwerkstad werkt samen met Münster en Osnabrück in de Stedendriehoek MONT (Münster, Osnabrück, Netwerkstad Twente).

## Geografie

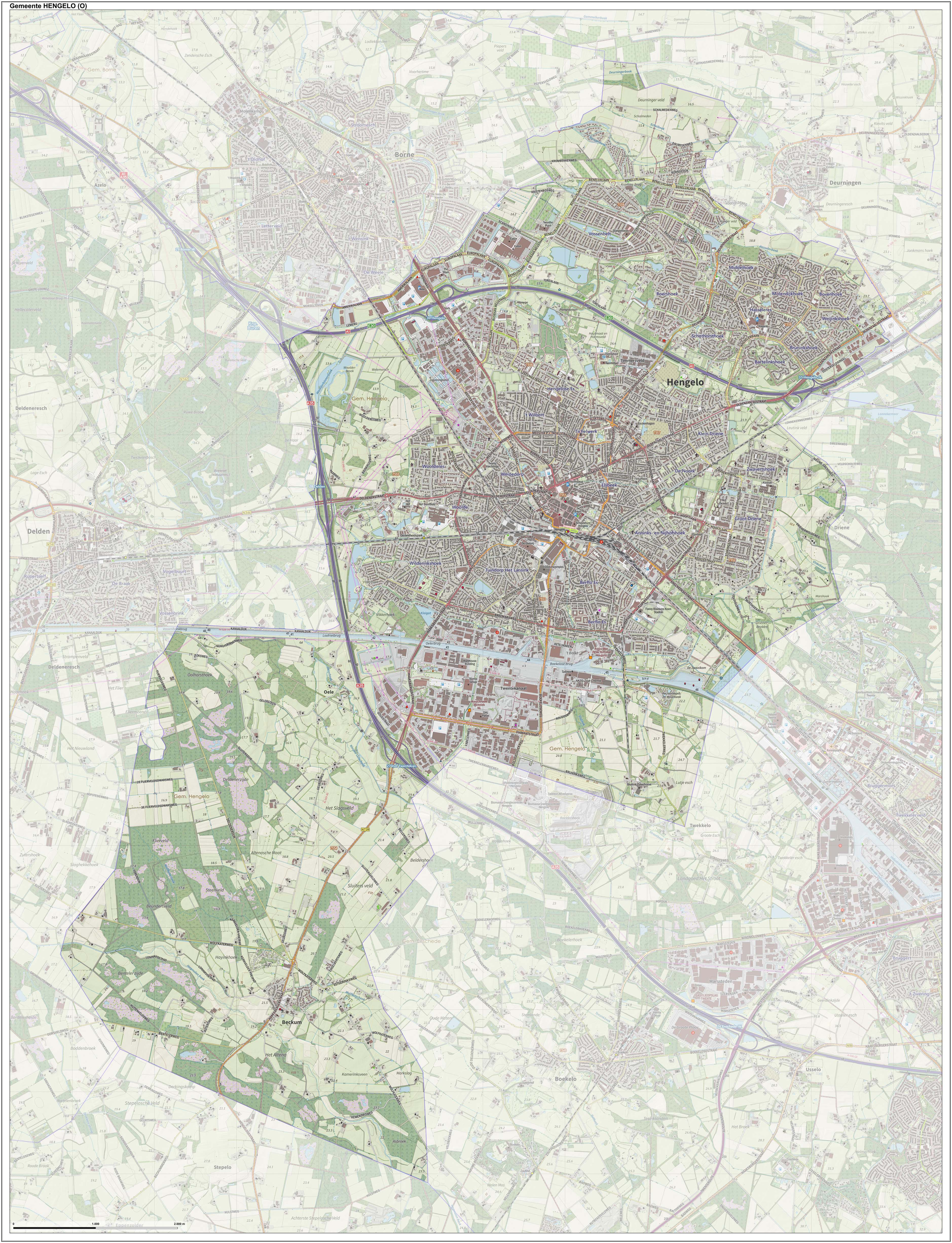
Topografische gemeentekaart van Hengelo, september 2022

De gemeente Hengelo ontstond in 1811 uit de marken Beckum, Oele en Woolde. De grenzen werden in 1820 wettelijk vastgelegd en aangegeven door grenspalen of veldkeien. Van deze palen en stenen zijn er acht bewaard gebleven. De gemeente Hengelo ligt grofweg in het midden van Twente en wordt omringd door de plaatsen Borne in het noordwesten, Deurningen in de gemeente Dinkelland in het noorden, Enschede in het zuidoosten, Haaksbergen in het zuiden en Delden in de gemeente Hof van Twente in het westen. Een gedeelte van het landgoed Twickel ligt binnen de gemeentegrenzen. Naast de hoofdplaats Hengelo kent de gemeente de kernen Beckum en Oele die beide in het zuiden van de gemeente liggen en de buurtschap Woolde ten westen van Hengelo. Hengelo vormt ruimtelijk gezien met Enschede, Borne en het Duitse Gronau een agglomeratie met bijna 400.000 inwoners.

### Wijken

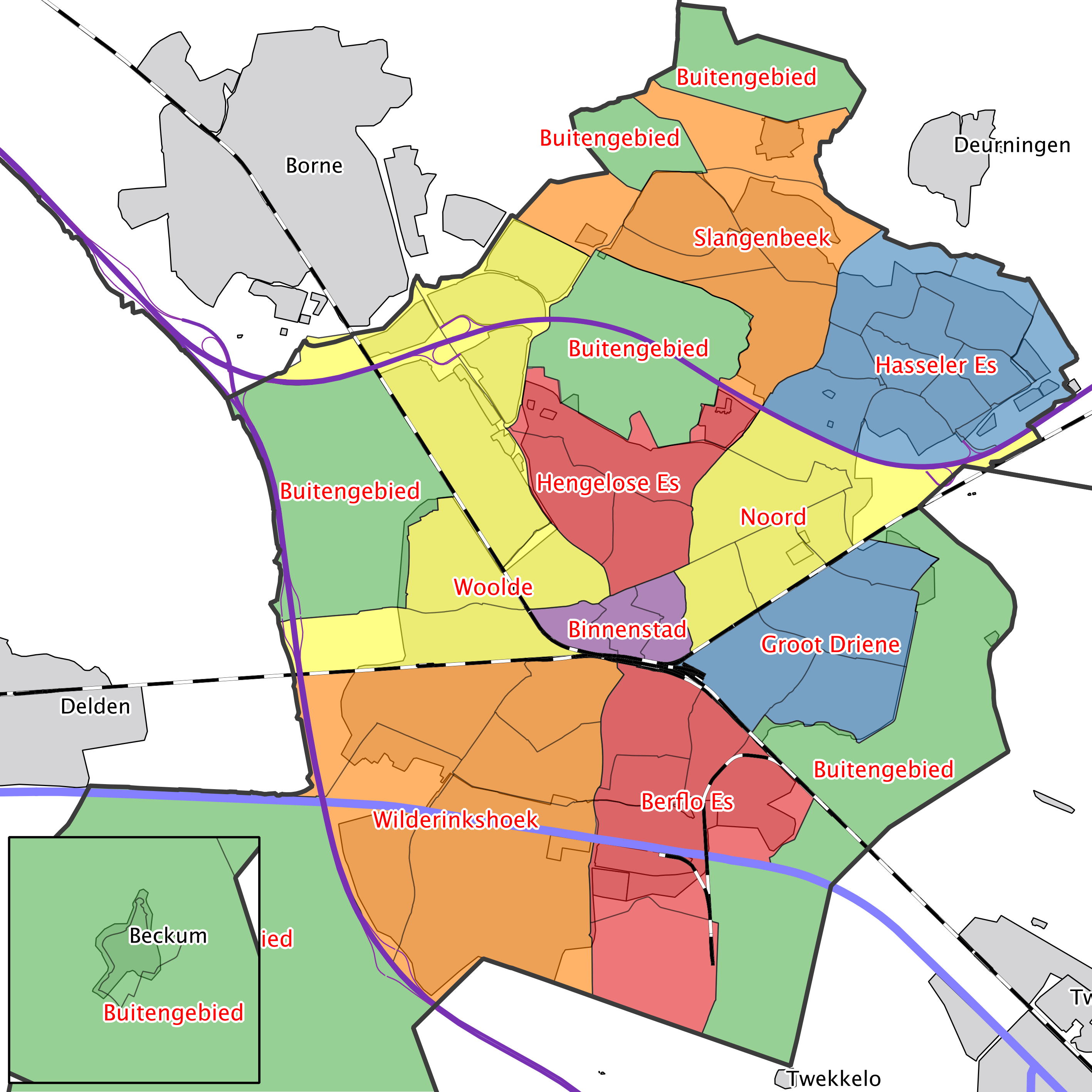
Wijkindeling van Hengelo

De gemeente Hengelo is onderverdeeld in negen wijken met daarnaast het buitengebied met de kernen Beckum en Oele.
BinnenstadDe binnenstad van Hengelo bestaat uit drie gebieden. Het binnenstad centrum omvat het gebied van het historische dorp Hengelo en kenmerkt zich door een lage bevolkingsdichtheid. Daarnaast omvat de binnenstad de vooroorlogse Afrikaanderbuurt ten oosten van het centrum en de Dichtersbuurt ten zuidwesten langs de spoorlijn naar Borne.
Hengelose EsTen noorden van het centrum ligt de Hengelose Es en is onder te verdelen in vier buurten. Tichelwerk ontstond rond 1900 door bebouwing van de gebieden tussen de oude landwegen. ’t Wilbert als woonbuurt ontstond in de periode na 1918 nadat het oude landhuis 't Wilbert werd afgebroken. De Hengelose Es Noord ontstond na de Tweede Wereldoorlog als stempelwijk. Een deel van deze bebouwing is in de jaren 90 gesloopt en vervangen door eengezinswoningen. Ten slotte valt het bedrijventerrein Timmersveld ten zuidwesten van de A1 en de Deurningerstraat als vierde buurt onder de Hengelose Es.
NoordDe wijk Noord ligt ten noordoosten van het centrum van Hengelo en wordt in het noorden begrensd door de A1. De wijk is in de woonbuurten De Noork, Noord (in de volksmond ook wel Sterrenbuurt genoemd), Klein Driene en Elsbeek en ’t Rot. Eerstgenoemde drie buurten kenmerken zich voornamelijk als wederopbouwbuurt met een strak stratenpatroon. Elsbeek is vooral een oude woonbuurt nabij het centrum.
Hasseler EsTen noorden van de A1 ligt de in de jaren 70 aangelegde wijk Hasseler Es op de plek van de voormalige buurtschap Hasselo. De wijk is opgezet als bloemkoolwijk en kenmerkt zich door kronkelende wegen en hofjes. De Hasseler Es bestaat uit tien woonbuurten; de Bovenhoek, de Schothorsthoek, de Bartelinkshoek, de Tijertshoek, de Sogtoenhoek, de Bruninkshoek, de Middelhoek, de Molendijkhoek, de Weijinkshoek en het bedrijventerrein Oosterveld. De wijk kreeg landelijke bekendheid toen op 11 februari 1992 een F-16, afkomstig van de vliegbasis Twenthe, op de wijk neerstortte.
Groot DrieneHet gebied van de huidige wijk Groot Driene behoorde voor 1937 tot de gemeente Enschede en daarvoor bij Lonneker. Het grootste deel van de wijk werd in de jaren 70 aangelegd. Bijzonder in de wijk is het door architect Piet Blom ontworpen complex De Kasbah. De woningen in de Anninkshoek en Nijhofshoek ten oosten van het centrum maken ook deel uit van de wijk en zijn van wat oudere datum.
Berflo EsDe zuidoostelijke wijk van Hengelo is de Berflo Es en kan worden onderverdeeld in vier woonbuurten en een bedrijventerrein. De Berflo Es ligt ten zuiden van de spoorlijn naar Enschede en ten oosten van de Industriestraat en Boekeloseweg. De Berflo Es Noord is een vooroorlogse wijk en omvat onder meer het voormalige industrieterrein van Stork en Dikkers. Berflo Es Zuid kenmerkt zich door vroeg-naoorlogse woningen. De buurten Veldwijk Noord en -Zuid liggen ten oosten van de Berflo Es-buurten en kenmerken zich door voornamelijk gestapelde huurwoningen. Ook is hier het FC Twente-trainingscentrum en het FBK-Stadion gevestigd.
WilderinkshoekIn het zuidwesten van Hengelo ligt de Wilderinkshoek. De wijk ligt ten zuiden van de spoorlijn naar Delden. De oostgrens wordt gevormd door een deel van de Industriestraat, de Loweg en de Boekeloseweg. In de wijk liggen vier woonbuurten: Tuindorp 't Lansink, Tuindorp Zuid, De Nijverheid en Vikkerhoek. Daarnaast valt een deel van het bedrijventerrein onder de Wilderinkshoek. Een groot deel van de woningen in de wijk zijn vooroorlogs. Deze woningen liggen voornamelijk in 't Lansink en de Nijverheid.
WooldeTen westen en noordwesten van het centrum ligt de wijk Woolde. De wijk bestaat uit de woonbuurten Woolde, Woolder Es en Weidedorp/Thiemsland en de bedrijventerreinen Westermaat en Veltkamp. De zuidelijke grens van de wijk wordt gevormd door de spoorlijn richting Delden.
SlangenbeekBegin jaren 90 is een begin gemaakt met de aanleg van een nieuwe wijk in Hengelo. Ten westen van de Hasseler Es werd de buurt Roershoek aangelegd. Later volgde in het kader van het Vinex-beleid Vossenbelt-Noord en -Zuid. De uitbreidingswijk is anno 2023 nog steeds in ontwikkeling. Kenmerk van Slangenbeek zijn de eengezinswoningen, waarvan de helft twee-onder-een-kap of een vrijstaande woning is.
BuitengebiedIn het buitengebied van Hengelo bevindt zich het kerkdorp Beckum en de buurtschap Oele. Ook de buurtschap Woolde valt gedeeltelijk onder Hengelo.

### Aangrenzende gemeenten
| Aangrenzende gemeenten | Aangrenzende gemeenten | Aangrenzende gemeenten | Aangrenzende gemeenten | Aangrenzende gemeenten |
| ---------------------- | ---------------------- | ---------------------- | ---------------------- | ---------------------- |
| Borne                  |                        |                        |                        | Dinkelland             |
|                        |                        |                        |                        |                        |
| Hof van Twente         | Enschede               |                        |                        |                        |
|                        |                        |                        |                        |                        |
|                        |                        | Haaksbergen            |                        |                        |

### Geologie en landschap

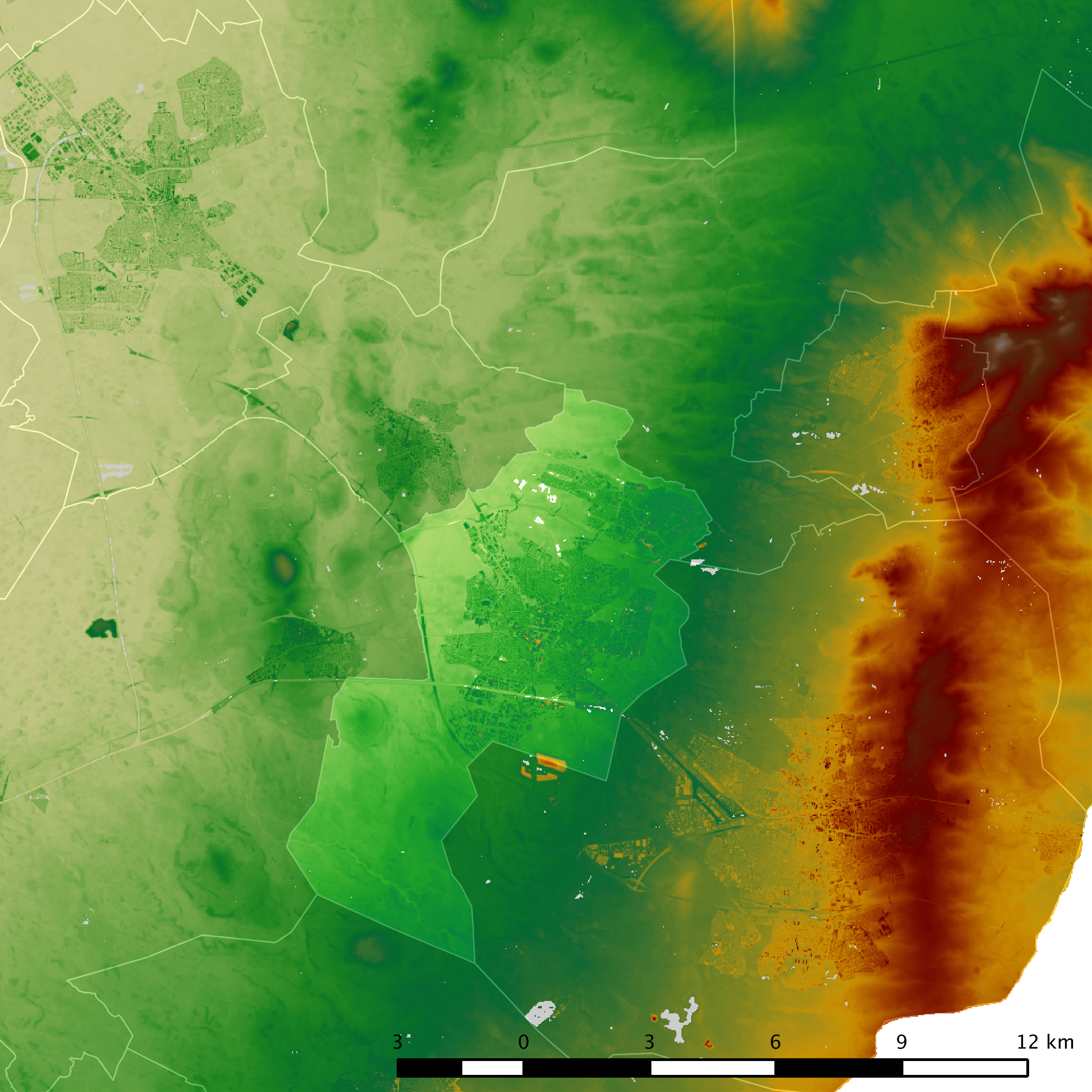
Hoogtekaart van Hengelo

De gemeente Hengelo ligt in het oostelijk zandgebied aan de rand van de stuwwal van Enschede binnen het bekken van Hengelo. In westen wordt het bekken begrensd door de begraven stuwwal van Delden en Borne. Het landschap, dat gevormd werd in het Saalien, kenmerkt zich door een verbrokkeld reliëf als gevolg van de stuwende werking van het landijs. Op relatief korte afstand komen grote verschillen voor in hoogte, bodemtype en waterhuishouding. De hoger gelegen stuwwallen ten oosten van de gemeente liggen op zo'n 30 tot 50 meter boven NAP, terwijl de lager gelegen delen op circa 14 meter liggen. Door de relatief lagere ligging van Hengelo stroomt het grond- en beekwater vanaf de stuwwallen in westelijke richting, om vervolgens door de stuwwal van Delden en Borne in noordelijke richting af te buigen. Het dorp Hengelo ontstond rondom de plek waar drie beken, Berflobeek, Drienerbeek en Elsbeek bij elkaar komen.
In en om Hengelo bevindt zich relatief dicht, zo'n 300 tot 450 meter, onder het aardoppervlak een steenzoutlaag uit het Trias; de Röt Formatie. Tijdens het Perm en een gedeelte van het Trias lag er ter hoogte van Nederland een binnenzee. Als gevolg van het warme en droge klimaat verdampte het water en bleef het opgeloste zout achter. Deze zoutlagen werden bij boringen naar zoetwater in 1886 nabij Delden per toeval ontdekt en sindsdien uit de bodem gehaald. Als gevolg van ongecontroleerde zoutwinning in de Tweede Wereldoorlog zijn hier en daar verzakkingen opgetreden.
Het landschap in en rond Hengelo bestaat uit dekzandruggen en beekdalen. Op een aantal plekken in het bekken van Hengelo is lichte tot zware klei afgezet in het Tertiair. In en om de stad zijn nog een aantal kleigaten terug te vinden, zoals het Castorbad en Weusthagbad in de Hengelose Es en het Koningskleigat nabij het Twentekanaal.

## Bevolking
De gemeente Hengelo telde in 2020 81.147 inwoners, waarvan het overgrote deel in de stad zelf woont. Het buitengebied met daaronder de kern Beckum telde 1960 inwoners. Hengelo is daarmee na Enschede de tweede stad in Twente en de vierde in Overijssel. Met een oppervlakte van 61,83 km² komt dit inwonertal neer op een bevolkingsdichtheid van ongeveer 1300 inwoners per km². Op basis van de omgevingsadressendichtheid, een door het CBS gehanteerde schaal om de stedelijkheid te bepalen, wordt Hengelo met 1658 adressen per km² in 2012 als sterk stedelijk ingeschaald.

### Bevolkingsontwikkeling
| Jaar | Inwoners |      | Jaar   | Inwoners |
| 1830 | 3152     | 1920 | 26.303 |          |
| 1840 | 3561     | 1930 | 34.338 |          |
| 1849 | 3638     | 1947 | 45.875 |          |
| 1859 | 3915     | 1960 | 61.137 |          |
| 1869 | 5633     | 1971 | 69.360 |          |
| 1879 | 6.502    | 1995 | 77.409 |          |
| 1889 | 10.264   | 2000 | 79.751 |          |
| 1899 | 14.968   | 2010 | 80.772 |          |
| 1909 | 20.073   | 2019 | 80.715 |          |

Tot halverwege de 19e eeuw kende Hengelo, net als de andere gemeenten in Twente een bescheiden bevolkingsgroei. Het dorp Hengelo telde bij de eerste landelijke volkstelling in 1795 678 inwoners en de buurschappen Beckum, Oele en Woolde, die later deel gingen uitmaken van de gemeente Hengelo, respectievelijk 308, 417 en 860 inwoners. Aan de vooravond van de komst van de Hengelose industrieën in 1859 telde de gemeente 3915 inwoners en had daarmee een vergelijkbaar inwonertal als Enschede, Oldenzaal, Almelo en Borne. In die tijd was Lonneker, dat toentertijd het grootste deel van de huidige gemeente Enschede omvatte, met ruim 8500 inwoners de grootste gemeente in de omgeving.
De komst van Stork en in het kielzog de andere industriële ondernemingen zorgde voor de groei van Hengelo. In 1889 was de bevolking, grotendeels door de toestroom van fabrieksarbeiders, maar ook door de annexatie van een deel van het grondgebied van de gemeente Lonneker, meer dan verdubbeld en rond de eeuwwisseling telde de gemeente circa 15.000 inwoners; alleen Enschede had meer inwoners. De groei van Hengelo zette ook na de eeuwwisseling door en kort na de Tweede Wereldoorlog was het inwonertal met bijna 46.000 verdrievoudigd. Na de oorlog zette de groei voort om net als elders in Nederland met de demografische transitie in het derde kwart van de 20e eeuw af te vlakken.
In 2000 passeerde Hengelo de 80.000 inwoners. De bevolking bereikte in oktober 2024 vooralsnog een hoogtepunt met 83.513 inwoners. De prognose is dat de bevolking in de gemeente Hengelo zal groeien tot circa 87.000 inwoners in 2040, al heeft de gemeente de ambitie uitgesproken om te groeien naar 100.000 inwoners.

### Samenstelling
Van de ruim 80.000 inwoners is 23,5 procent van de Hengeloërs 19 jaar of jonger. Het aandeel 65-plussers in Hengelo ligt op 17,6 procent. De demografische druk, dat is het aandeel personen in de leeftijdscategorieën 0 tot en met 19 en 65-plus ten opzichte van de productieve leeftijdsgroep, ligt met 69,7% boven het landelijk gemiddelde van 66,4%. De gemeente Almelo heeft met 70% een vergelijkbare druk, terwijl die van Enschede met 61,7% onder het landelijk gemiddelde ligt.
Circa 21 procent van de Hengeloërs heeft ten minste één ouder die niet in Nederland is geboren. De stad ligt daarmee ongeveer op het landelijk gemiddelde, en vier procent boven het Twents gemiddelde. Ongeveer 11,5 procent van de inwoners heeft ten minste één ouder die in een 'niet-westers land' geboren is, en iets minder dan 10 procent heeft ten minste één ouder die in een 'westers land' geboren is. De belangrijkste herkomstlanden van de (ouders van) inwoners met een migratieachtergrond zijn Turkije (5,87%), Duitsland (3,48%) en Indonesië (2,92%).
In Hengelo woont een relatief grote Aramese gemeenschap. De eerste Syrisch-Orthodoxe kerk in Nederland, de Mor Yuhanon kerk, is in Hengelo gesticht in 1977. Hengelo kent nog drie andere Syrisch-Orthodoxe kerken, namelijk Moeder Gods Mariakerk, Mor Augin-kerk en Mor Osyo - Mor Aho-kerk.

## Politiek en bestuur

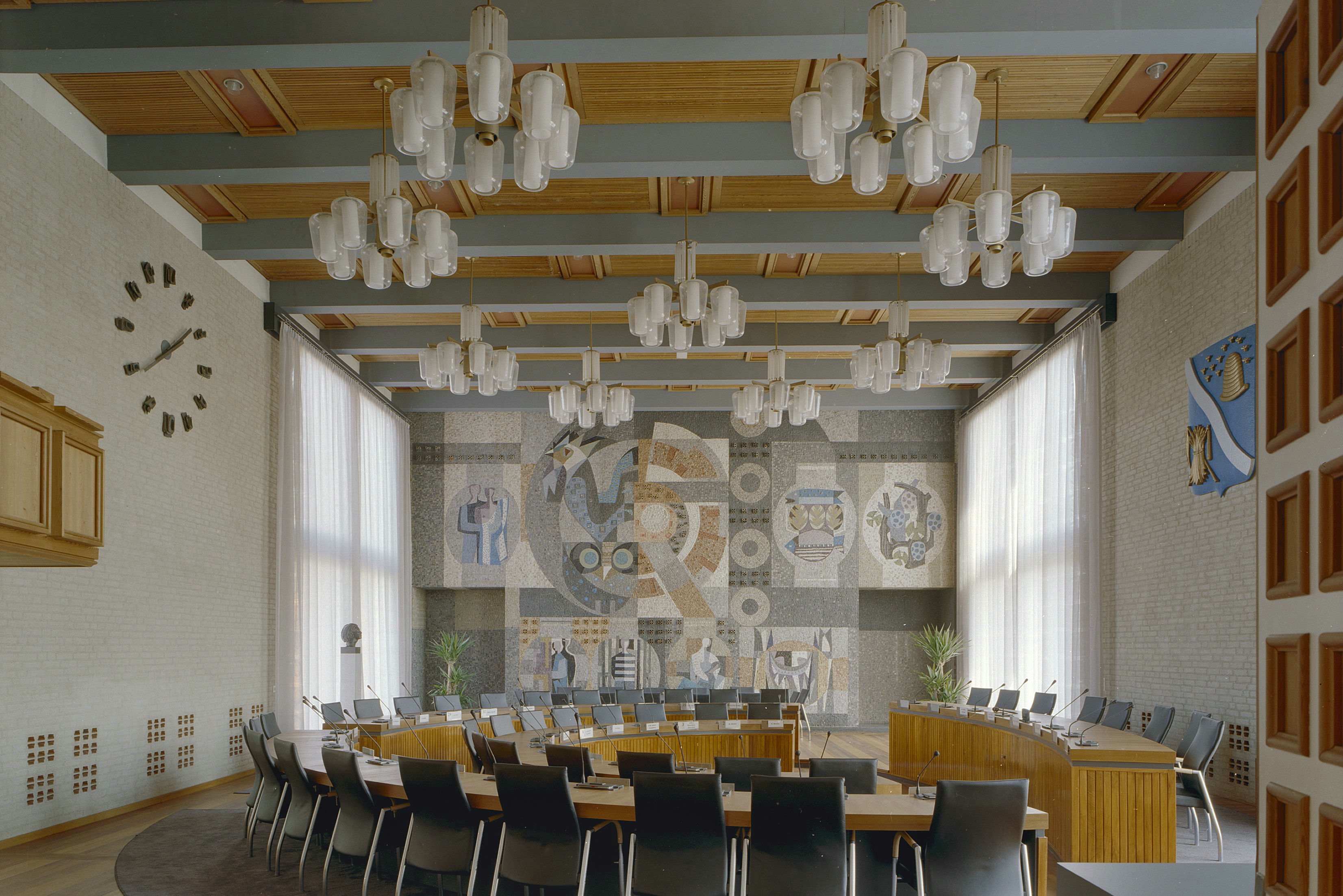
Raadszaal van het stadhuis met mozaïek van Jan en Catharina Goeting

Het bestuur van de gemeente Hengelo zetelt in het in 1963 gereedgekomen stadhuis. Het gebouw met markante toren, waarvan de eerste plannen voor de bouw kort na de Tweede Wereldoorlog werden uitgewerkt, is een rijksmonument.
Sinds 1 oktober 2012 is Sander Schelberg burgemeester van Hengelo, die daarmee Frank Kerckhaert na een ambtsperiode van twee termijnen (12 jaar) opvolgde. De portefeuilles van burgemeester Schelberg omvatten onder andere openbare orde en veiligheid, dienstverlening en bestuurlijke samenwerking. De gemeenteraad van Hengelo bestaat sinds 2002 uit 37 leden die iedere vier jaar worden gekozen. In de raad zijn naast de landelijke partijen ook vier plaatselijke partijen vertegenwoordigd, LokaalHengelo, Burger Belangen, Pro Hengelo en Hengelose Burgers. De raad houdt op dinsdagavond zitting. Naast deze plenaire zittingen kent de gemeente een Politieke Markt, die bijeenkomsten zijn ter voorbereiding op besluitvorming in de Raadsvergadering.

### Gemeenteraad
De gemeenteraad bestaat sinds de gemeenteraadsverkiezingen van 2002 uit 37 zetels. Aan de gemeenteraadsverkiezingen van maart 2022 namen vijftien partijen deel. Bij deze verkiezingen werd de lokale partij BurgerBelangen de grootste. 
| Uitslagen gemeenteraadsverkiezingen | Uitslagen gemeenteraadsverkiezingen           | Uitslagen gemeenteraadsverkiezingen | Uitslagen gemeenteraadsverkiezingen | Uitslagen gemeenteraadsverkiezingen | Uitslagen gemeenteraadsverkiezingen | Uitslagen gemeenteraadsverkiezingen | Uitslagen gemeenteraadsverkiezingen | Uitslagen gemeenteraadsverkiezingen | Uitslagen gemeenteraadsverkiezingen | Uitslagen gemeenteraadsverkiezingen | Uitslagen gemeenteraadsverkiezingen | Uitslagen gemeenteraadsverkiezingen |
| ----------------------------------- | --------------------------------------------- | ----------------------------------- | ----------------------------------- | ----------------------------------- | ----------------------------------- | ----------------------------------- | ----------------------------------- | ----------------------------------- | ----------------------------------- | ----------------------------------- | ----------------------------------- | ----------------------------------- |
| Partij                              | Partij                                        | 2014                                | 2014                                | 2014                                |                                     | 2018                                | 2018                                | 2018                                |                                     | 2022                                | 2022                                | 2022                                |
| Partij                              | Partij                                        | aantal                              | perc.                               | zetels                              | aantal                              | perc.                               | zetels                              | aantal                              | perc.                               | zetels                              |                                     |                                     |
|                                     | Burger Belangen (BB)                          | 1.822                               | 5,4%                                | 2                                   | 2.675                               | 7,4%                                | 3                                   | 5.393                               | 16%                                 | 7                                   |                                     |                                     |
|                                     | Volkspartij voor Vrijheid en Democratie (VVD) | 4.267                               | 12,7%                               | 5                                   | 5.190                               | 14,4%                               | 6                                   | 3.853                               | 12%                                 | 5                                   |                                     |                                     |
|                                     | Socialistische Partij (SP)                    | 6.003                               | 17,9%                               | 7                                   | 4.963                               | 13,8%                               | 5                                   | 3.170                               | 9,6%                                | 4                                   |                                     |                                     |
|                                     | Christen-Democratisch Appèl (CDA)             | 5.198                               | 15,5%                               | 6                                   | 3.611                               | 10,0%                               | 4                                   | 3.056                               | 9,3%                                | 3                                   |                                     |                                     |
|                                     | Partij van de Arbeid (PvdA)                   | 3.040                               | 9,1%                                | 4                                   | 2.181                               | 6,1%                                | 2                                   | 2.685                               | 8,1%                                | 3                                   |                                     |                                     |
|                                     | GroenLinks (GL)                               | 1.093                               | 3,3%                                | 1                                   | 1.947                               | 5,4%                                | 2                                   | 2.538                               | 7,7%                                | 3                                   |                                     |                                     |
|                                     | Democraten 66 (D66)                           | 4.186                               | 12,5%                               | 4                                   | 3.120                               | 8,7%                                | 3                                   | 2.519                               | 7,6%                                | 3                                   |                                     |                                     |
|                                     | Lokaal Hengelo (LH)                           |                                     |                                     |                                     | 3.363                               | 9,4%                                | 3                                   | 2.305                               | 7%                                  | 2                                   |                                     |                                     |
|                                     | Pro Hengelo                                   | 6.536                               | 19,5%                               | 7                                   | 5.336                               | 14,9%                               | 6                                   | 2.221                               | 6,7%                                | 2                                   |                                     |                                     |
|                                     | Partij voor de Vrijheid (PVV)                 |                                     |                                     |                                     | 1.839                               | 5,1%                                | 2                                   | 1.616                               | 4,9%                                | 2                                   |                                     |                                     |
|                                     | Hengelose Burgers (VPOR)                      |                                     |                                     |                                     |                                     |                                     |                                     | 1.455                               | 4,4%                                | 1                                   |                                     |                                     |
|                                     | ChristenUnie (CU)                             | 970                                 | 2,9%                                | 1                                   | 1.180                               | 3,3%                                | 1                                   | 965                                 | 2,9%                                | 1                                   |                                     |                                     |
|                                     | Forum voor Democratie (FVD)                   |                                     |                                     |                                     |                                     |                                     |                                     | 810                                 | 2,5%                                | 1                                   |                                     |                                     |
|                                     | R3                                            |                                     |                                     |                                     |                                     |                                     |                                     | 246                                 | 0,8%                                | 0                                   |                                     |                                     |
|                                     | Jezus Leeft (JL)                              |                                     |                                     |                                     |                                     |                                     |                                     | 153                                 | 0,5%                                | 0                                   |                                     |                                     |
|                                     | Democratisch Forum Hengelo (DFH)              |                                     |                                     |                                     | 530                                 | 1,5%                                | 0                                   |                                     |                                     |                                     |                                     |                                     |
|                                     | Armoede Partij Nederland (APN)                | 413                                 | 1,2%                                | 0                                   |                                     |                                     |                                     |                                     |                                     |                                     |                                     |                                     |
| Totaal                              | Totaal                                        | 33.528                              | 100%                                | 37                                  | 35.935                              | 100%                                | 37                                  | 32.985                              | 100%                                | 37                                  |                                     |                                     |

### College van burgemeester en wethouders
Het college wordt gevormd door BurgerBelangen, VVD, CDA, PvdA en D66. De vijf coalitiepartijen vertegenwoordigen samen 21 van de 37 raadszetels.
De vijf collegepartijen leveren elk één wethouder.

### Samenwerkingsverbanden
De gemeente Hengelo onderhoudt sinds lange tijd een vriendschappelijke band met Emsdetten in Duitsland. In 1991 werd deze band met de Westfaalse stad officieel bekrachtigd. De steden geven voornamelijk op het gebied van sport, onderwijs en cultuur invulling aan het partnerschap. In 2012 werd er een fiets- en wandelroute tussen de twee steden, die op zo'n zeventig kilometer van elkaar liggen, geopend.
Naast het officiële partnerschap met Emsdetten onderhoudt de gemeente banden met Pilsen in Tsjechië en Ogre in Letland. In het verleden had Hengelo een vriendschapsrelatie met de 4,8 miljoen inwoners tellende stad Kaifeng in het oosten China.

### Symboliek
Wapen en vlag van Hengelo

Kort nadat het gemeentehuis van Hengelo in 1868 gereedkwam, werd in de gemeenteraad besloten tot het voeren van een gemeentewapen. Het ontwerp van de gemeente-architect werd op 1 april 1870 per Koninklijk Besluit vastgesteld en als volgt omschreven: "Van lazuur waarover een golvende bande van zilver, het schild ter linkerzijde beladen met eene bijenkorf en eene bijenzwerm van goud, ter regterzijde met eene korenschoof waarin een zeis en een dorschvlegel, alles van goud."
De verdeling stelt de beek voor die door de stad stroomt, terwijl de bijenkorf en korenschoof de belangrijke middelen van bestaan uitbeelden.

## Cultuur

### Bezienswaardigheden

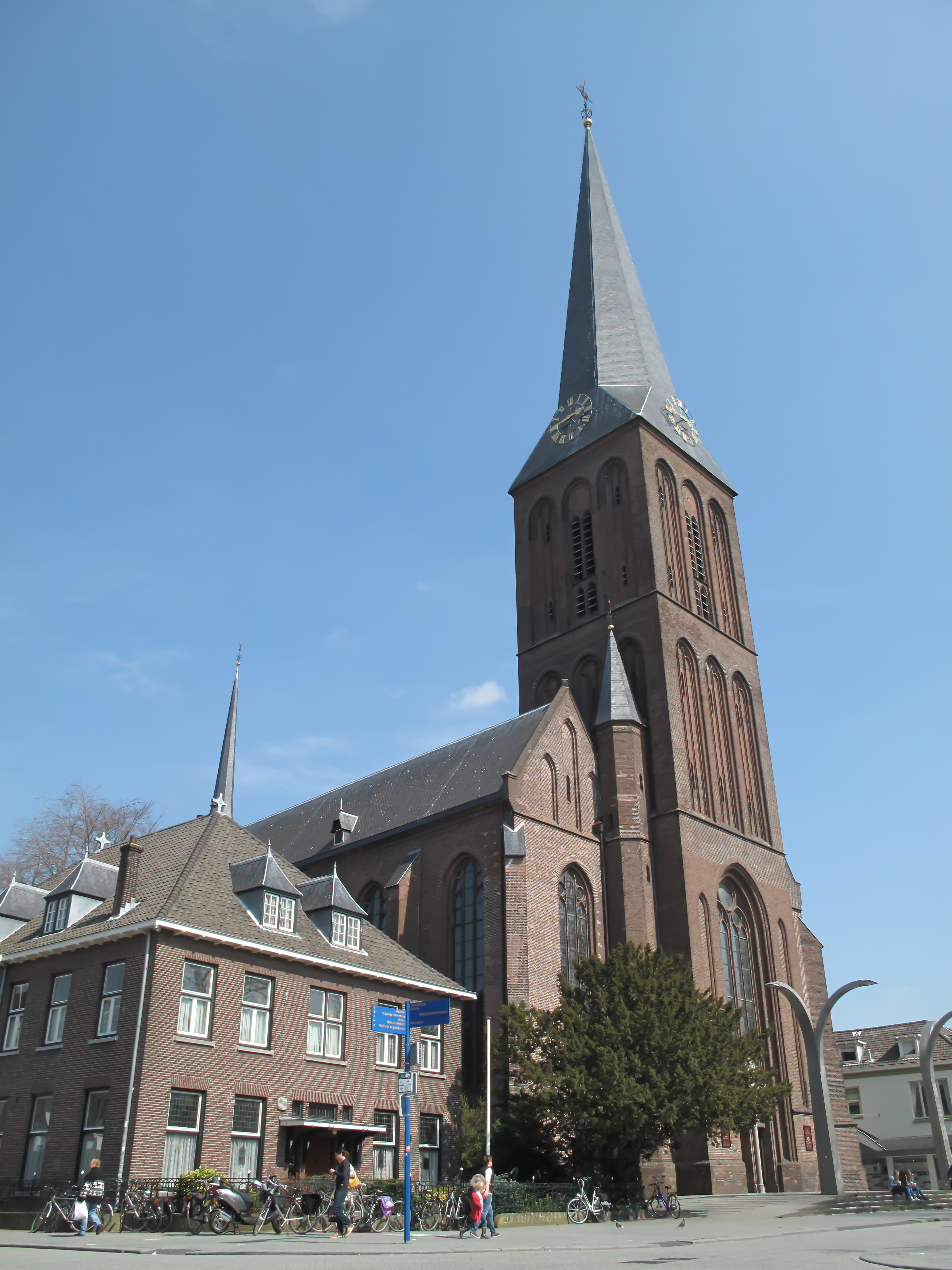
Sint-Lambertusbasiliek

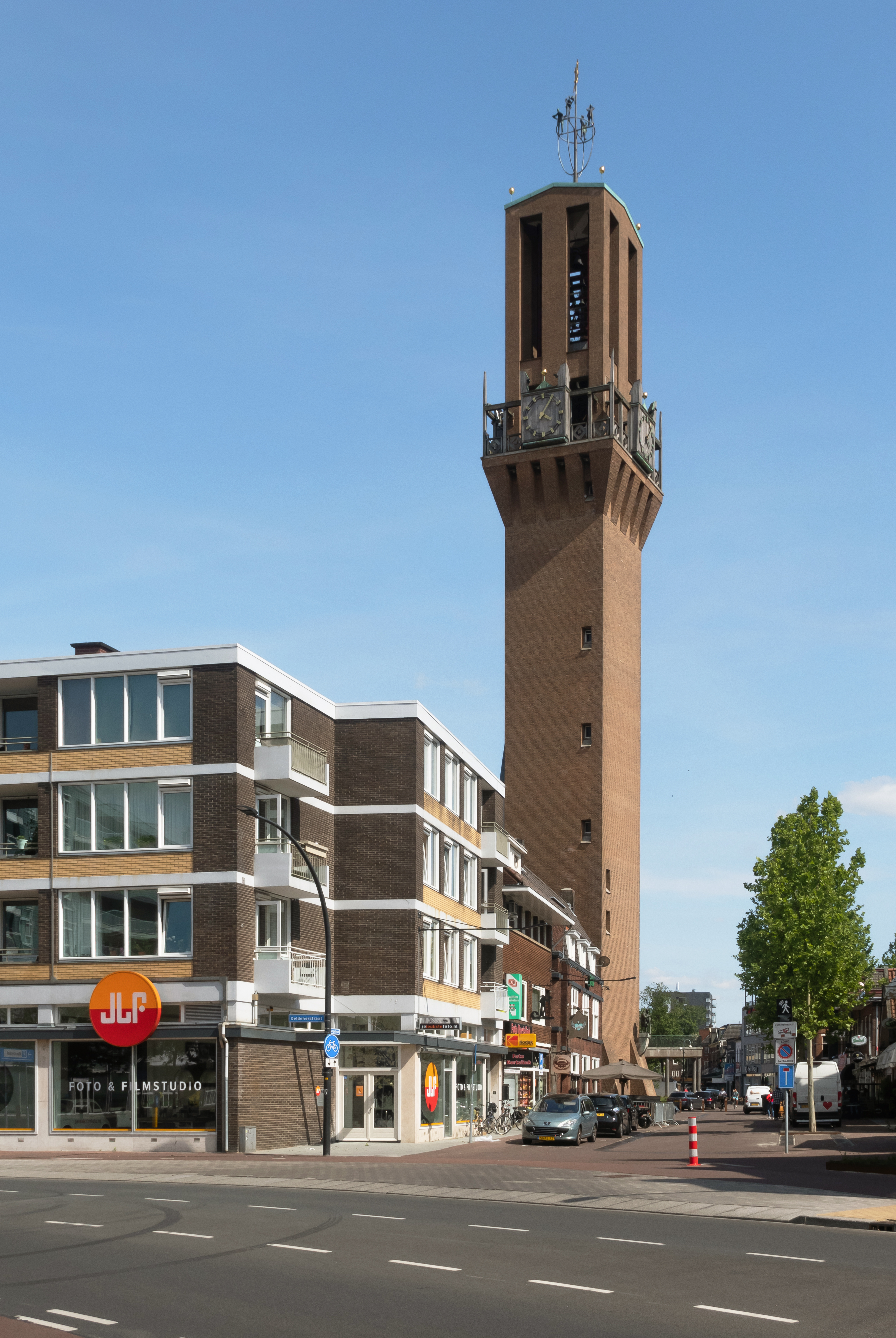
Toren van het stadhuis

Hengelo is een relatief jonge stad die pas in de negentiende eeuw tot groei kwam. De stad was in de Tweede Wereldoorlog vanwege de strategische ligging als knooppunt van spoorlijnen richting Duitsland en de aanwezigheid van industrieën regelmatig doelwit voor geallieerde bombardementen, waarbij het centrum grotendeels werd verwoest. Ook tijdens de wederopbouw zijn veel gebouwen afgebroken. Van de vooroorlogse binnenstad zijn daarom slechts fragmenten overgebleven. De havezate Huis Hengelo is reeds in de negentiende eeuw afgebroken en maakte plaats voor het fabrieksterrein van Heemaf. Tegenwoordig is er op de plek van de oude havezate een kunstwerk met de contouren van het Huis Hengelo te zien. De oude poort van het Huis Hengelo is bewaard gebleven en markeert tegenwoordig het landgoed Het Stroot in de buurtschap Twekkelo.
In Hengelo bevindt zich een van de oudste nog werkende stalen achtbanen ter wereld (anno 2024), gebouwd in 1930, in attractiepark De Waarbeek. Wereldwijd is alleen in Spanje een oudere, de Montaña Suiza (1928).
Herkenningspunten voor de binnenstad van Hengelo zijn de torens van de Sint-Lambertusbasiliek en het stadhuis. Op de markt staat de markante Brinktoren. De in neogotische stijl gebouwde Sint-Lambertusbasiliek aan de Enschedesestraat dateert van 1890 en heeft een hoogte van bijna 80 meter. De kerk bleef tijdens de bombardementen in de Tweede Wereldoorlog grotendeels gespaard. Het stadhuis is een voorbeeld van de Delftse School en is opgenomen in het Beschermingsprogramma Wederopbouw 1959-1965. Het gebouw werd in 1963 opgeleverd en is ontworpen door architect Berghoef en geïnspireerd op het stadhuis van Stockholm. In de stadhuistoren bevindt zich een carillon met 47 klokken. Voor het stadhuis staat een door de in Hengelo geboren kunstenaar Pieter de Monchy ontworpen herdenkingsmonument. Het monument bestaat uit een in een vijver geplaatst beeld van twee handen die een duif vrijlaten. Ook andere delen van de binnenstad werden opgebouwd naar de ideeën van de Delftse School. De aan de markt gelegen winkelpanden Bischoff (tegenwoordig een poolcentrum) en Coöperatieve Samenwerking (tegenwoordig een discotheek) en de Telgenflat staan inmiddels op de gemeentelijke monumentenlijst.

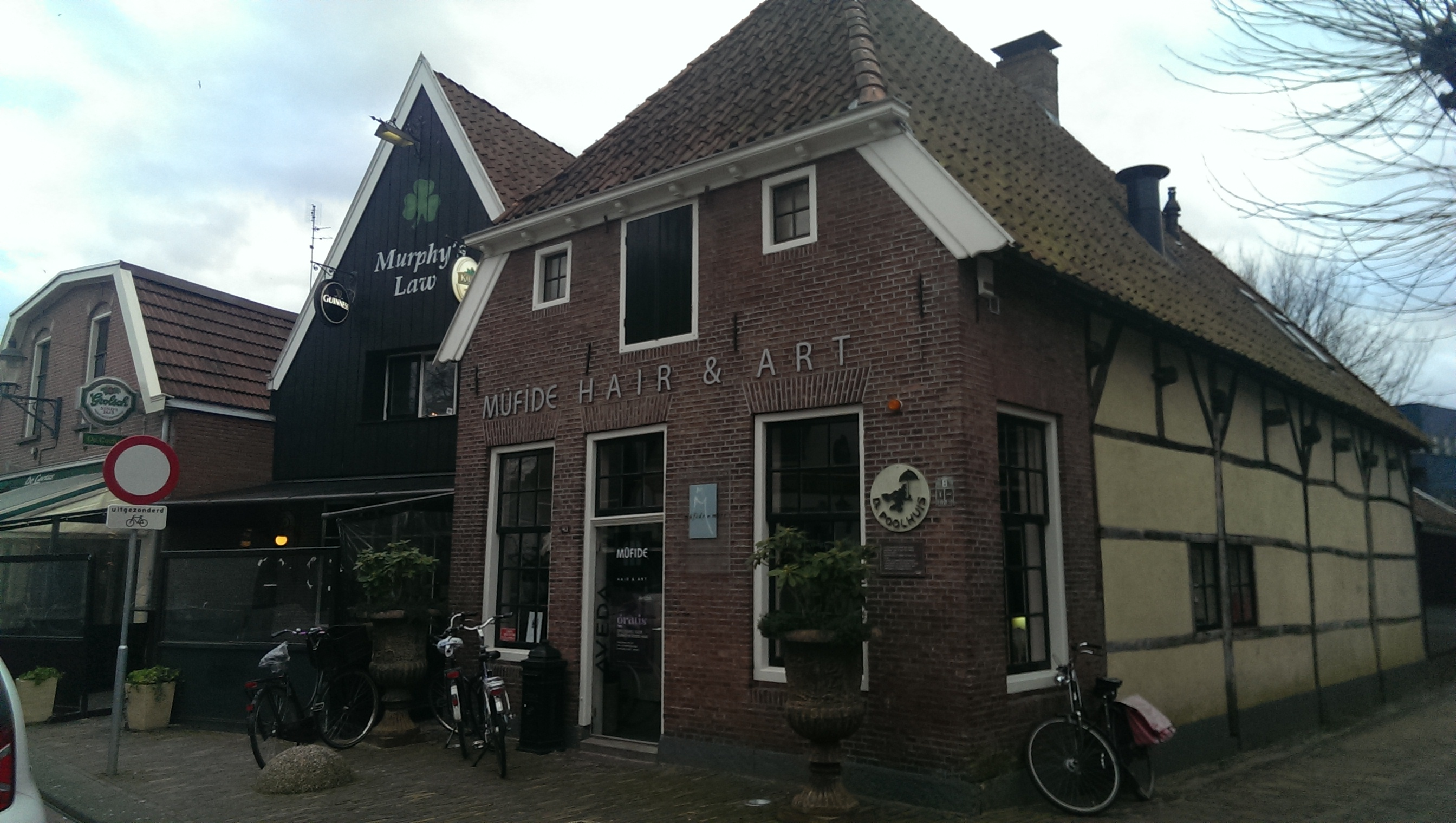
Dr. Poolhuis aan de Pastoriestraat

Een concentratie van vooroorlogse bebouwing in het centrum is te vinden in de Pastoriestraat. Tegenwoordig is de Pastoriestraat een van de drukkere uitgaansstraten in de stad met veel cafés. In deze straat bevindt zich onder andere het circa 1650 gebouwde en oudste café van Hengelo, ’t Neutje. De zijgevel van het pand is gemaakt van wilgentenen, leem, mest en stro. Het Dr. Poolhuis is vernoemd naar de Joodse dokter Pool, die in 1730 in Hengelo vestigde. Tijdens een restauratie van het huis kwam een middeleeuwse vloer tevoorschijn. Ook de dorpsboerderij het Thomassonhuis uit vermoedelijk de zeventiende eeuw bevindt zich in deze straat. Aan de Langestraat staat eveneens een dorpsboerderij, het Lambooijhuis. In de boerderij van het hallehuistype woonde kunstenaar Theo Wolvecamp. Tegenwoordig is er een kunstsociëteit gevestigd.

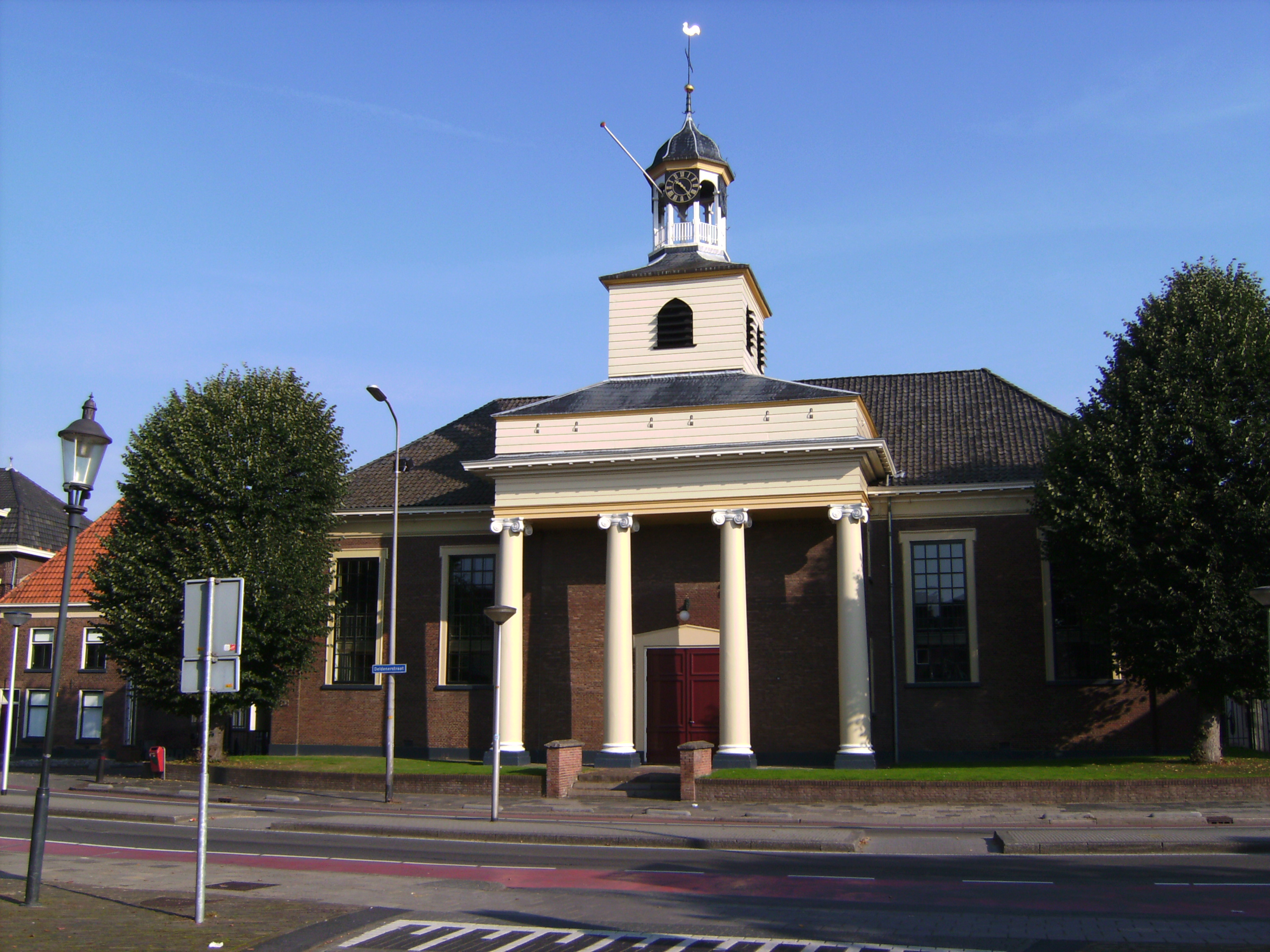
Waterstaatskerk

De voormalige hervormde waterstaatskerk aan de Deldenerstraat werd in 1839 gebouwd. De neoclassicistische kerk moest de rond 1500 gebouwde dorpskerk nabij het Huis Hengelo vervangen. Sinds begin jaren 90 doet de kerk dienst als concertzaal voor de muziekschool. Naast de waterstaatskerk en de Sint Lambertusbasiliek staat ook de Onze-Lieve-Vrouwekerk op de rijksmonumentenlijst. De kerk met zowel neogotische invloeden als kenmerken in de stijl van de Delftse School werd in 1927 ingezegend door de aartsbisschop van Utrecht. Andere markante kerkgebouwen in de stad zijn onder andere de Sint-Raphaëlkerk en de voormalige Bethlehemkerk.
De Oude Algemene Begraafplaats aan de Bornsestraat is de oudste begraafplaats in Hengelo. De begraafplaats ontstond rond de kapel van het Huis Hengelo en de oudste grafsteen dateert van 1625. Het poortgebouw met bijbehorende woning werd in 1885 gebouwd. Omdat de bestaande begraafplaats te klein werd, werd in 1910 buiten het centrum aan de Oldenzaalsestraat de nieuwe Algemene Begraafplaats naar ontwerp van Leonard Springer in Engelse landschapsstijl aangelegd. De neoclassicistische entree vormt de toegang tot de begraafplaats. Aan het einde van de achttiende eeuw verzocht de Joodse gemeenschap in Hengelo om een eigen Joodse begraafplaats. Tot die tijd werden de overledenen op een gezamenlijke begraafplaats met de gemeenschappen in Delden en Borne in de buurtschap Buren begraven. Baron Mulert stelde de gemeenschap een stuk grond aan de huidige Dennenbosweg ter beschikking. De Amsterdamse tekenaar Fré Cohen die tijdens de Tweede Wereldoorlog in Borne ondergedoken was ligt hier begraven.

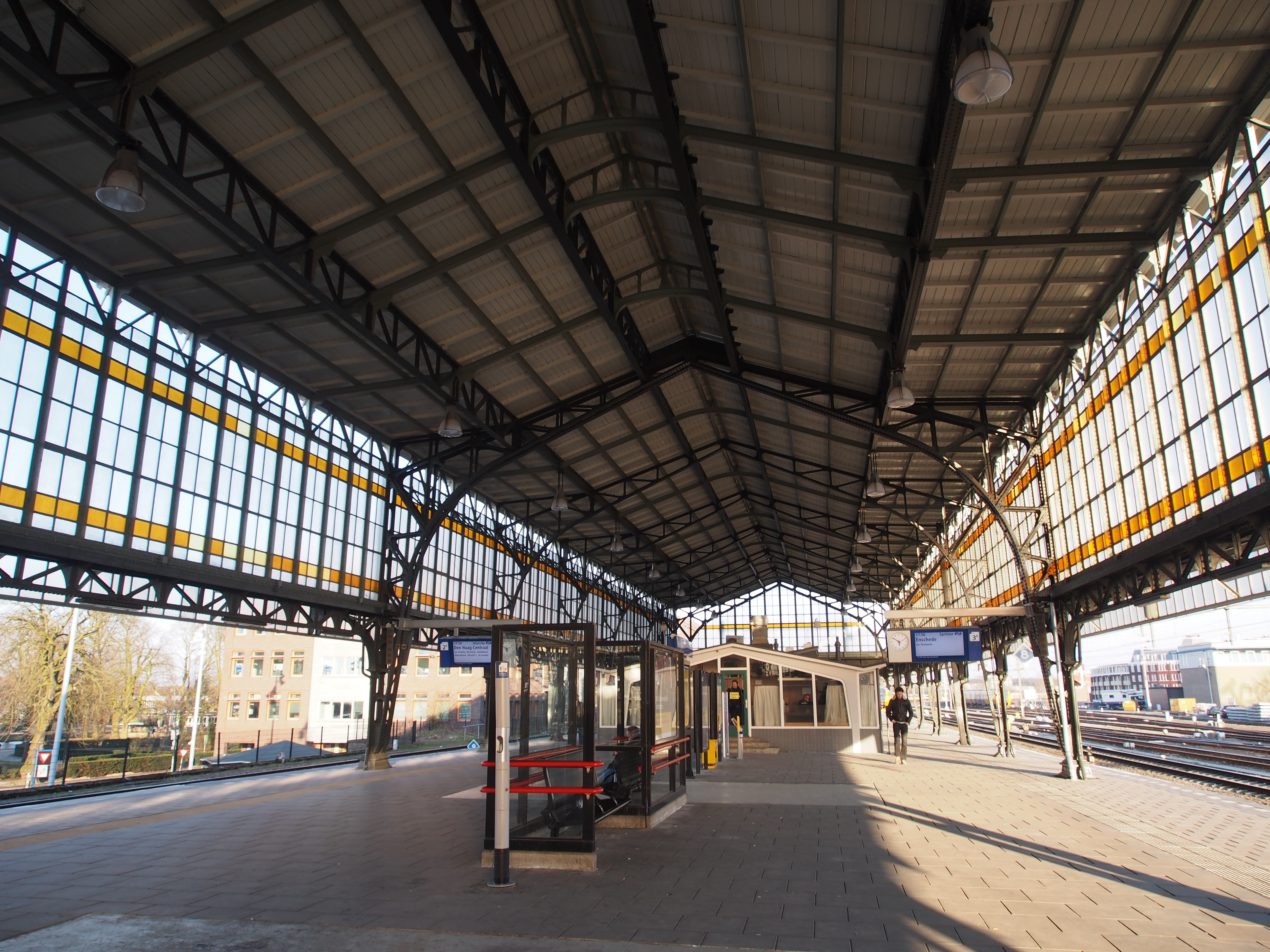
Perronoverkapping van Station Hengelo

Het huidige derde treinstation van Hengelo werd in 1951 geopend. Het stationsgebouw is uitgevoerd in een constructie van gewapend beton en heeft enige gelijkenis met het station Enschede. De gietijzeren perronoverkapping dateert echter uit 1900 en heeft de status van rijksmonument. Bij de meest recente renovatie van het station in 2010 is de binnenzijde van het stationsgebouw aangepakt. Onder het westelijk deel van het perron loopt de Europatunnel. Deze tunnel werd in het kader van de wederopbouw aangelegd en is sindsdien nauwelijks gewijzigd, wat vrij bijzonder is voor spoorwegviaducten uit die periode.

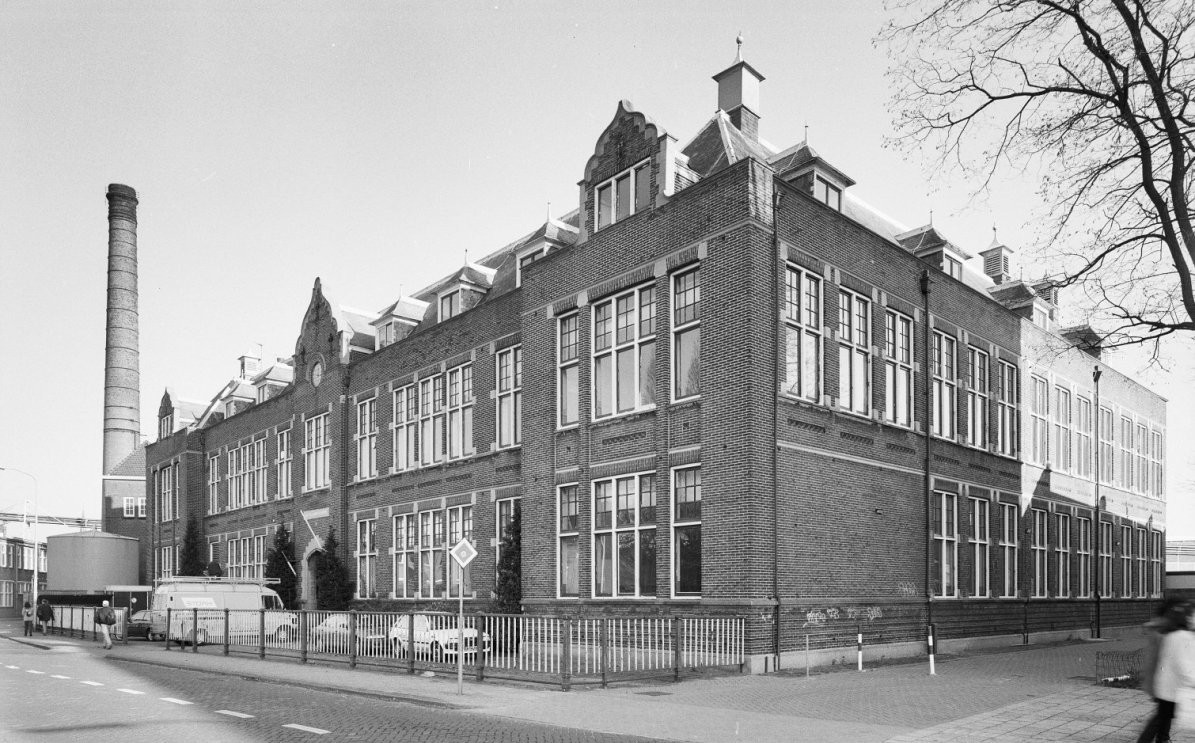
Voormalige Wilhelminaschool

Het industrieel erfgoed van Hengelo bevindt zich voornamelijk ten zuiden van het station Hengelo. Direct achter het station bevinden zich de kantoorgebouwen van Stork en bevinden zich aan weerszijden van de Industriestraat de (voormalige) fabrieksgebouwen van Stork en Dikkers. De voormalige watertoren van Stork van 1917 aan de Lansinkesweg is geïntegreerd in de brandweerkazerne van de stad. Ook de voorloper van deze toren, de watertoren van 1902, is vanaf de weg nog te zien. Rond de voormalige ijzergieterij van Stork is in de jaren 2000 een school voor middelbaar beroepsonderwijs gebouwd. De firma Stork richtte in 1917 een eigen fabrieksschool op (de Wilhelminaschool) om zo jonge arbeiders op te leiden voor verschillende functies binnen het bedrijf. Aan de achterzijde van de Wilhelminaschool bevinden zich nog twee koeltorens van de voormalige Stork krachtcentrale. In westelijke richting, aan de Tuindorpstraat bevindt zich het voormalige fabriekscomplex van Hazemeyer in Hengelo. De oude fabriekshallen, die ongeveer drie hectare omvatten, zijn (deels) getransformeerd tot horeca, evenementenlocatie en inspirerende werkplekken voor bedrijven. Het Oyfo Techniekmuseum is in 2021 verhuisd naar dit fabriekscomplex.

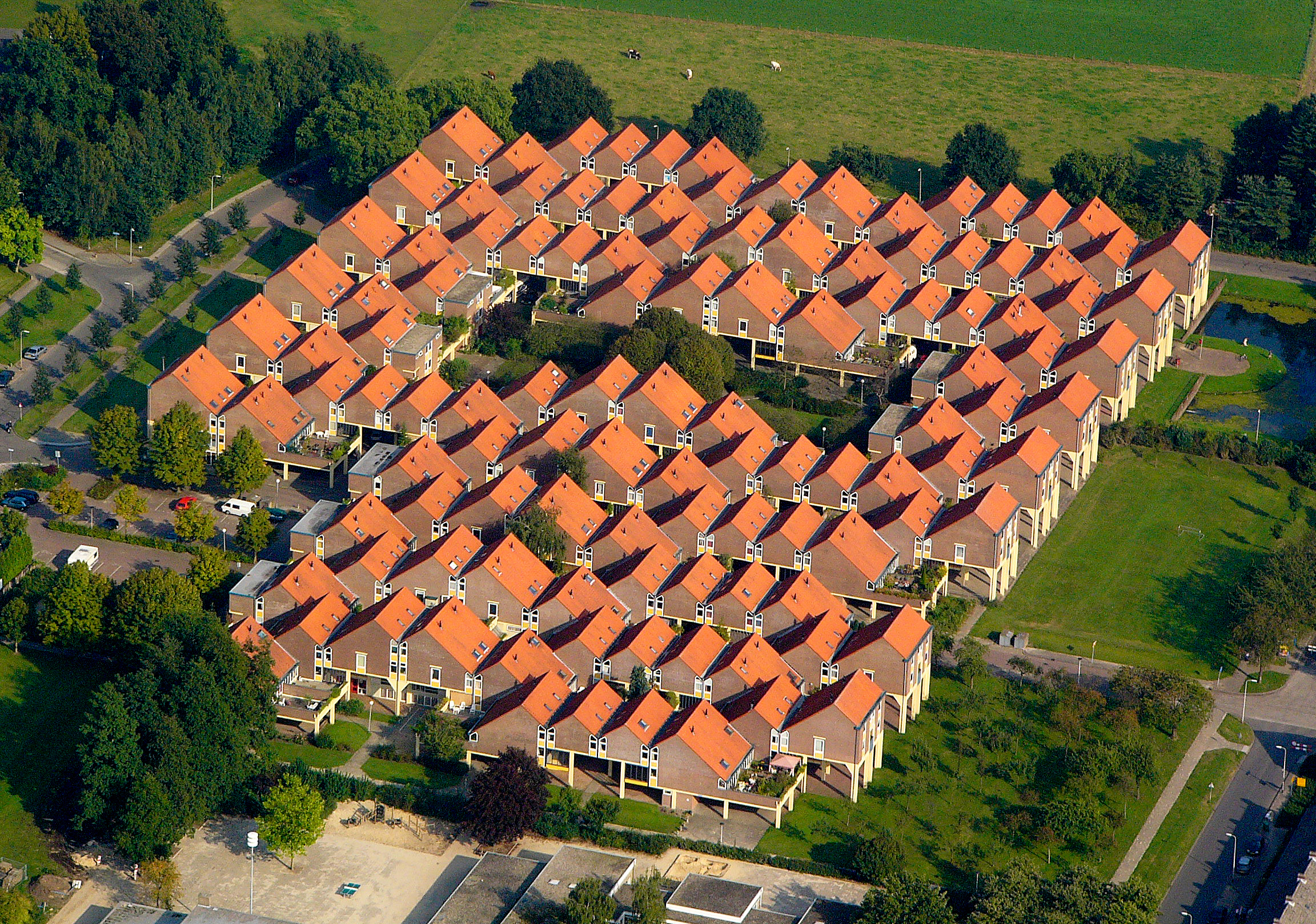
De Kasbah

Als gevolg van de snelle economische groei in Hengelo aan het begin van de twintigste eeuw ontstond de noodzaak tot een goede huisvesting voor de arbeiders. Coenraad Frederik Stork deed inzichten op in Europa bij verschillende arbeiderscomplexen. Uiteindelijk op basis van de ideeën van het Agnetapark in Delft liet hij de architect Karel Muller plannen uitwerken voor de bouw van de wijk Tuindorp 't Lansink. De wijk is tegenwoordig een beschermd dorpsgezicht en diverse huizen staan op de rijksmonumentenlijst. Een ander bijzonder woningbouwcomplex is het door Piet Blom ontworpen De Kasbah aan de rand van de stad in de wijk Groot Driene uit 1973. In zijn ontwerpstudie zocht Blom naar een stedelijke woon- en werkomgeving waarin sociale contacten werden bevorderd. De woningen werden op palen gebouwd, waardoor de begane grond vrijkwam voor gemeenschappelijke voorzieningen.

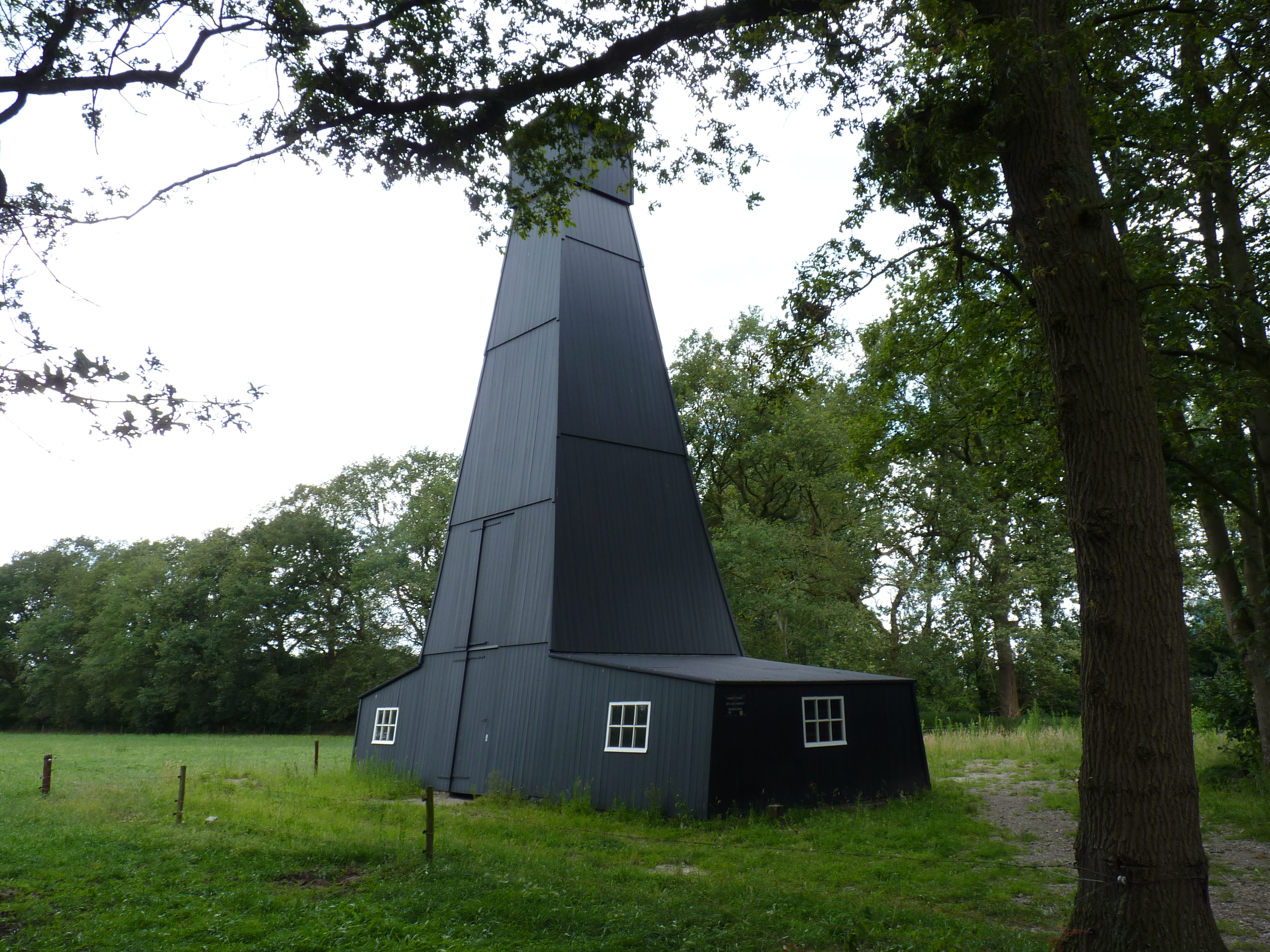
Boortoren aan de Mensinkweg in Hengelo

Vanaf 1933 begon de Koninklijke Nederlandse Zoutindustrie met zoutboringen in het zuidoosten van Hengelo. Voor het oppompen van het zout verrezen er verschillende boortorens in het landschap. De oude houten torens zijn inmiddels niet meer in gebruik en vervangen door kleine huisjes, van waaruit het zout wordt opgepompt. Drie van de oude houten torens zijn als rijksmonument aangewezen. Ook de schutsluis Hengelo als onderdeel van het sluiscomplex De Waarbeek in het Twentekanaal staat op die monumentenlijst.
Nabij de buurtschap Oele bevond zich vroeger een van de zes havezaten die het richterambt Delden rijk was. De in 1690 gebouwde korenwatermolen Oldemeule herinnert nog aan deze inmiddels verdwenen en gelijknamige havezate. De gronden rondom de havezate behoren tot de landgoed Twickel dat deels op Hengelo's en Deels op Deldens grondgebied ligt.

### Musea

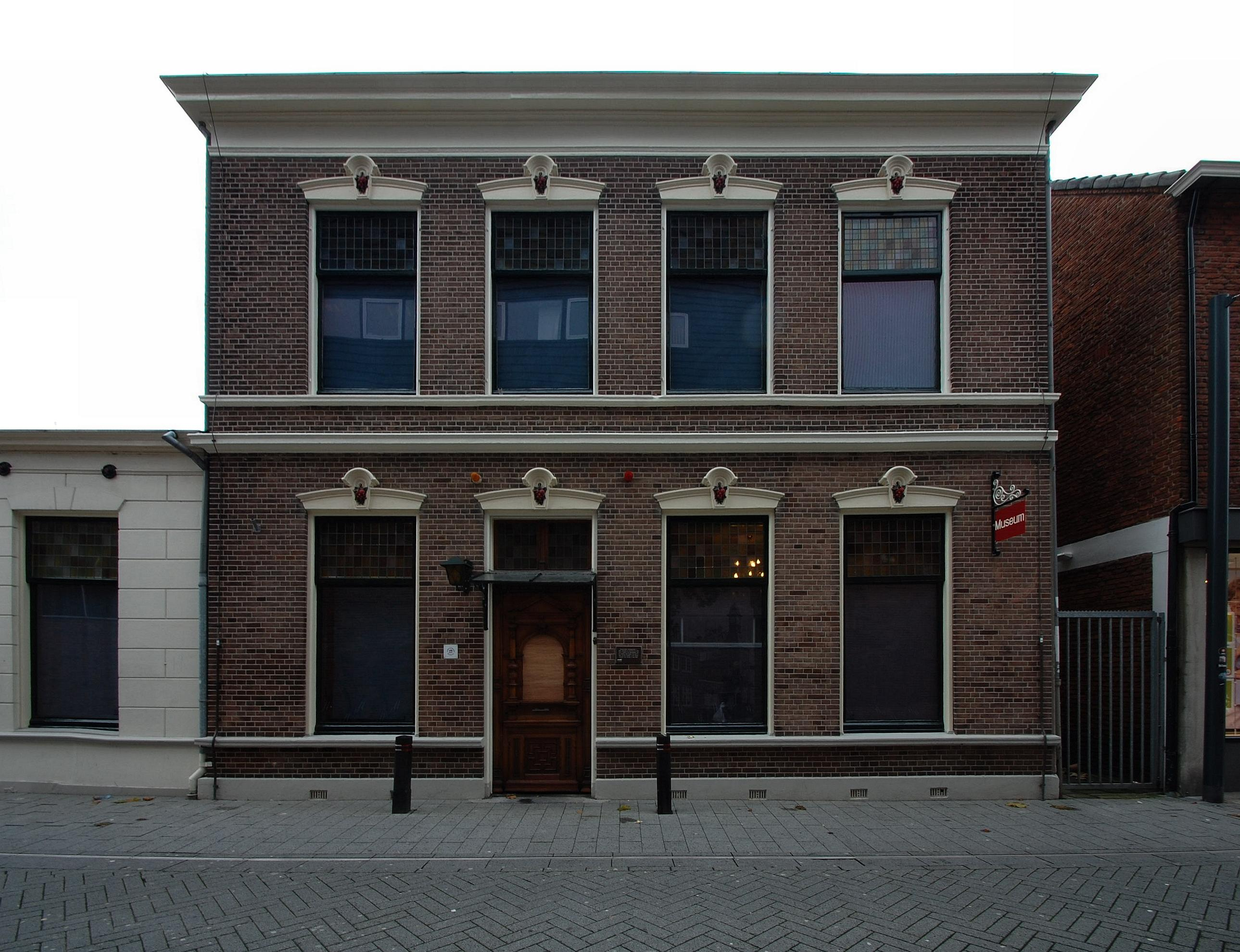
Historisch Museum Hengelo aan de Beekstraat

De geschiedenis en cultuur van Hengelo wordt belicht in het Historisch Museum Hengelo. Het museum, dat in 1976 als oudheidkamer Oald Hengel van start ging, is gevestigd in een oude patriciërswoning aan de Beekstraat. De collectie bestaat uit onder andere textiel en koperwerk van de firma Dikkers. Daarnaast bezit het museum een omvangrijk archief en organiseert het regelmatig stadswandelingen. 
Het Oyfo Techniekmuseum (voorheen Twents Techniekmuseum HEIM) ontstond als Hengelo's Educatief en Industrieel Museum uit de werkgroep industriële archeologie van Oald Hengel. Met ondersteuning van Hollandse Signaalapparaten en Holec ging het museum in 1983 in het voormalige Twentsch Centraal Station aan de Bornsestraat van start. Sinds 2021 is het museum in het Hazemeyercomplex aan de Tuindorpstraat gevestigd. In het museum wordt de Twentse textiel- en (elektro)techniekhistorie getoond en is bovendien ruimte voor creativiteit.
In het Electro Radio Nostalgie Museum, opgericht in 1992 door Henk de Groot, staat de geschiedenis van de radio en geluidsregistratie centraal. 
Het Piet Blom Museum dat in De Kasbah is gevestigd, houdt het gedachtegoed van de architect Piet Blom levend.
Het Museum voor Hedendaagse Hengelose Kunst (MHHK) is een virtueel museum, geïnitieerd en geleid door kunstenaar Ricardo Liong-A-Kong, waar kunstwerken van in Hengelo woonachtige en/of werkende professionele beeldende kunstenaars te zien zijn. 
In 2003 verscheen een fotoboek met 94 Hengelose beeldende kunstenaars van de fotograaf Robert Muurlink.
De Gemeente Hengelo bezit een aanzienlijk kunstcollectie, die grotendeels gedigitaliseerd is.

### Beeldende kunst in Hengelo
Binnen Hengelo is Stork van grote betekenis geweest voor de ontwikkeling van de stad, zo ook voor de stedelijke cultuur. Wat betreft beeldende kunst stelde Stork in 1930 een 'bedrijfskunstenaar' aan: Wils Broggel (Amsterdam 1882 - 1970 Hengelo). Hij was ontwerper, aquarellist, lithograaf, pentekenaar, schilder en etser. Hij kreeg de opdracht het storkproduct zodanig uit te beelden dat alles correct werd weergegeven. Later werkte hij als freelancer voor onder meer Heemaf en de Koninklijke Nederlandse Katoenspinnerij (KNKS) in Hengelo. Hij eindigde zijn werkzame leven als tekenleraar aan de AKI, waar hij in 1952 afscheid nam. Veel werk van hem bevindt zich in het Historisch Museum Hengelo.
Nadat kunstenares Bob Damen (1900-1990) in 1945 met D.W. Stork jr. trouwde en zich in Hengelo vestigde, werd zij lid van de Twentse kunstkring, richtte de Stork Teken- en Schilderclub op, voor Stork-personeel en hun familieleden, en was zij betrokken bij de oprichting van de Hengelose Kunstzaal, in 1948, met als doelstelling het bevorderen van de belangstelling voor beeldende kunst. De kunstzaal vond onderdak in een deel van de openbare leeszaal en  bibliotheek aan de Vondelstraat, Van 1955 tot 1988 beschikte de kunstzaal over een eigen ruimte naast het concertgebouw. Daarna zette ze haar beleid voort in een voormalig fabriekspand aan het Esrein, onder directie van Marcel te Kiefte. De Kunstzaal is later omgevormd tot Zaal Zuid en is in 2022 opgevolgd door Oyfo Kunstpodium.
In de tussenliggende periode zijn er in Hengelo nog diverse kleine en grote initiatieven en organisaties op kunstgebied geweest. Van belang waren onder meer de BKR, met Hengelo als hoofdkwartier voor de BKR Overijssel in de jaren 80, Galerie De Pook, Stichting Woon- en Werkruimte Kunstenaars, Scheppende Handen (later: CREA, Oyfo), Stichting Beeldende Kunst Ag, HEnK BV, The Virtual Room/Planet Art, Ateliers '93, en het (virtuele) Museum voor Hedendaagse Hengelose Kunst. In 2008 vond de oprichting plaats van het Kunstcentrum Hengelo, beter bekend als AkkuH (AKtuele KUnst Hengelo), gevestigd in het gebouw van de voormalige elektrische generatorenfabriek Hazemeyer. Hier vonden tentoonstellingen, debatten, lezingen, mediakunst-presentaties, educatieve projecten en -rondleidingen plaats. Per 1 januari 2013 werd AkkuH stopgezet na het beëindigen van de gemeentelijke subsidie. Op particulier initiatief werd vervolgens HeArtgallery opgericht, een tentoonstellingsruimte met twee etages voor exposities en een etage voor een kunstuitleen. Dit initiatief werd eind 2019 noodgedwongen stopgezet. Thans is er in Hengelo het Oyfo Kunstpodium. Er zijn exposities in de Schouwburg Hengelo en in een dependance aan de markt, onder de naam SchouwArt. Ook is er het kunstenaarsinitiatief Kunstwerkplaats Möllerwerf, onder leiding van Irma Bruggeman.
Sinds 2014 vindt in Hengelo de Art Brut Biënnale plaats. De vijfde editie in 2023 trok 17.500 bezoekers.

#### Kunstenaars
In de naoorlogse periode kwam de beeldende kunst in Hengelo gaandeweg tot bloei, met diverse aansprekende namen.
Ans Wortel (1929-1996) verbleef van 1940-1959 in Hengelo en in december 1970 was er een tentoonstelling van haar werk te zien in de Hengelose Kunstzaal. Andere beeldbepalende kunstenaars in Hengelo in de naoorlogse periode waren de schilders Riemko Holtrop (1914-1996), Theo Wolvecamp (1925-1992) en Eef de Weerd (1926-1989). Riemko Holtrop was een van de oprichters van De Nieuwe Groep. Wolvecamp was lid van de Cobra-beweging. In 1998 is de naar hem vernoemde Wolvecampprijs in het leven geroepen, een tweejaarlijkse prijs voor de schilderkunst.

Een andere belangrijke kunstenaar uit die tijd is de in Hengelo geboren tekenaar en beeldhouwer Pieter de Monchy (1916-2011). Hoewel hij elders werkzaam was, behield hij een band met Hengelo. Zo vervaardigde hij hier in 1965 het herdenkingsmonument voor de Tweede Wereldoorlog. Diverse beelden in Hengelo, voor de openbare ruimte en voor publieke gebouwen, zijn in deze periode vervaardigd. Zo werd schilder, grafisch vormgever en illustrator Piet Verberne (1930-2018) bekend door de wandschilderingen die hij maakte aan de binnenzijde van de stadhuistoren: de witte wieven achtervolgd door gewapende boeren. Daarnaast werd hij gewaardeerd om zijn illustraties in het periodiek Twentse Post. Een bekend kunstwerk in de openbare ruimte in Hengelo is 'Objekt 16' (1969-1970, bijnaam: 'De ballen van Bert'), van beeldhouwer Bert Meinen. 

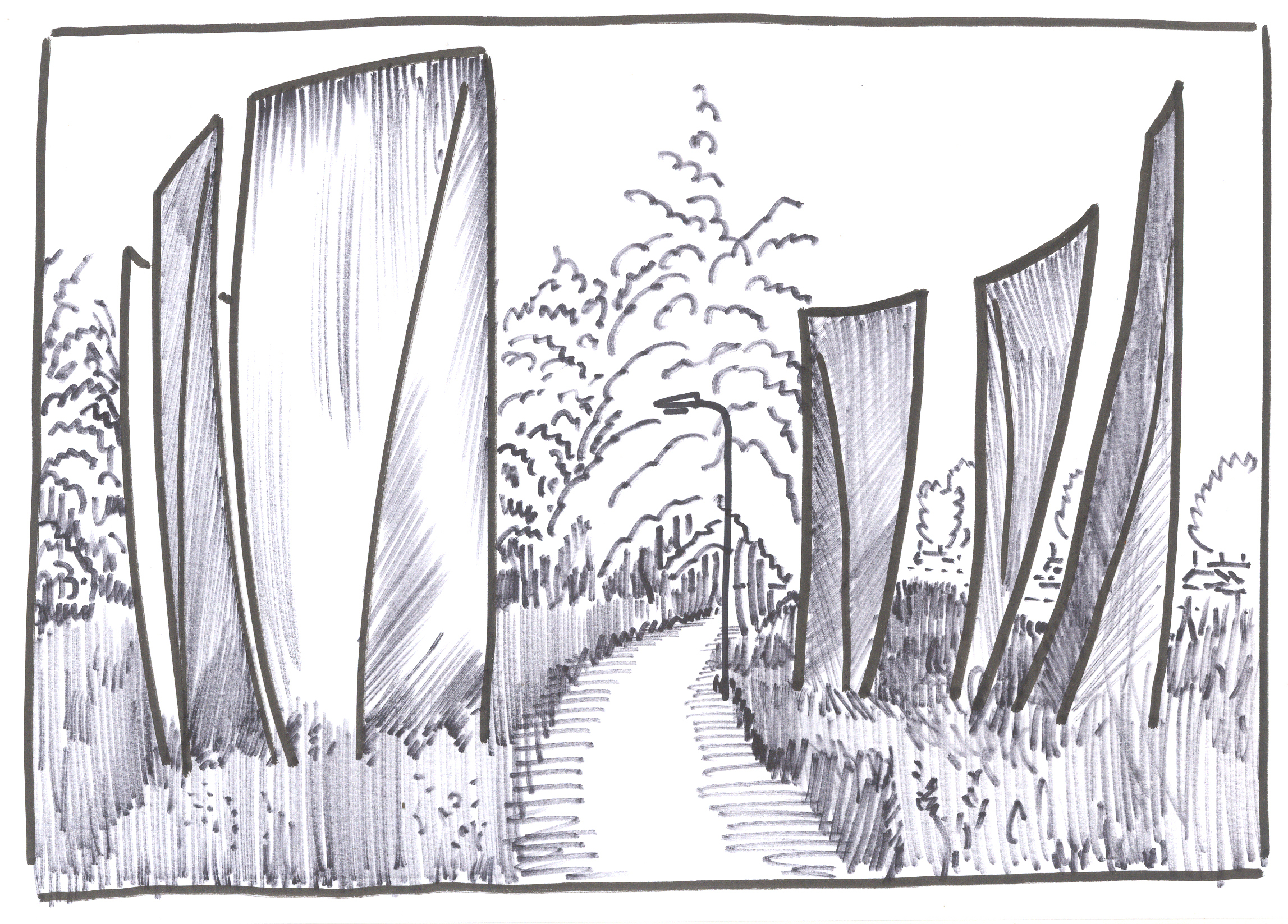
Steelhenge van kunstenaar Evert Strobos staat bij de autosnelweg A1 aan de Hasselerbaan. Het grote werk was bedoeld als baken voor metaalstad Hengelo. Aangezien de A1 uiteindelijk verdiept is aangelegd is het werk vanaf de A1 niet te zien

Diverse kunstenaars kregen in de jaren 50 en 60, en ook nog later, les van Riemko Holtrop, onder wie Wim van Oostrom (Huissen 1933 - Hengelo 2023). In 1961 maakte hij zijn debuut met een expositie, samen met Holtrop, in het kunstcentrum Punt 31 te Dordrecht. In het najaar van 1961 volgde nog een tentoonstelling met Riemko Holtrop en Eef de Weerd. Op 22 juni 1965 openden Wim en Wies van Oostrom Galerie De Pook, aan de Bornsestraat, met een tentoonstelling van de Amsterdamse kunstenaar Aat Veldhoen. Galerie de Pook, thans gevestigd aan de Deldenerstraat, is nog steeds een begrip in de regio, onder meer vanwege het werk van Eef de Weerd. 
In de jaren zestig traden verschillende kunstenaars naar voren, zoals Jan ten Voorde (1941-2011), Jan Baetsen (1944) en Evert Strobos (1943), die ook gezamenlijk optraden. 
Het aantal kunstenaars in Hengelo groeide in die periode gestaag, mede dankzij de kunstacademie AKI in Enschede. Hier studeerden onder andere Anne Wind (1940), Frans Bolscher (1942-2010), en Fra Paalman (1945-2020). Deze kunstenaars waren, samen met Jozef de Bot en Gerard de Vries, de oprichters van Stichting Beeldende Kunst Ag in Hengelo. Ag, met als latere bestuursleden onder andere John Brunink, Guus van Bruggen, Claudia Heinermann en Peter Hoogers, organiseerde tussen 1988 en 2017 exposities in achtereenvolgens De Molen, De Volière en Het Agterhuis. 
Een van de eerste tentoonstellingen in De Molen, in 1989, was getiteld 'Videokunst', met werk van Pieter Baan Müller, Ricardo Füglistahler (1960-2019), en Jop Horst (1961-2014). Laatstgenoemde was ook bij diverse andere tentoonstellingen en activiteiten van de stichting betrokken, zoals de Hengelose Filmdagen (1992), alsmede lid van de 'Hengelose Slaapclub', de band 'IQ-loze Mietjes' en de 'FAB 5', initiatieven die de gevestigde orde op de hak namen.
Een andere vroege tentoonstelling in De Molen betrof werk van Hettie Franken (1953), met schilderijen en werken op papier. Later werd ze stadsdichter van Hengelo (2019-2021) en publiceerde Gal en rozenwater, een bundel met gedichten en illustraties.
Andere vooraanstaande kunstenaars die in Hengelo wonen en werken zijn onder meer Annemiek Tjepkema (1943), Pier van Dijk (1944), Helene Wasser (1947), en Guusje Beverdam (1947). Laatstgenoemde ontving in 1989 het Startstipendium Fonds BKVB. Met haar vrije werk exposeerde ze reeds tientallen malen in binnen- en buitenland. Zo waren haar werken onder andere te zien tijdens Art Twente Expo te Hengelo, in Institut Néerlandais te Parijs, de Kulturhalle in Münster en het Stedelijk Museum te Amsterdam. Beverdam is met haar keramische werken aanwezig in de Hengelose binnenstad. In 2012 werd ze verkozen tot kunstvrouw van Overijssel en in 2021 verscheen haar monografie.
Eveneens woonachtig en werkzaam in Hengelo is de wiskundige en beeldend kunstenaar Rinus Roelofs (1954), Zeven beelden van hem staan aan de Doorbraak en één in Tuindorp 't Lansink. Roelofs werd mede bekend door zijn kritische analyse van het werk van Leonardo da Vinci. Hij ontdekte een fout in de voorstelling van een romboëdrische kuboctaëder met puntvormige uitsteeksels (de onderste piramide moet een driehoekig in plaats van vierkant grondvlak hebben).

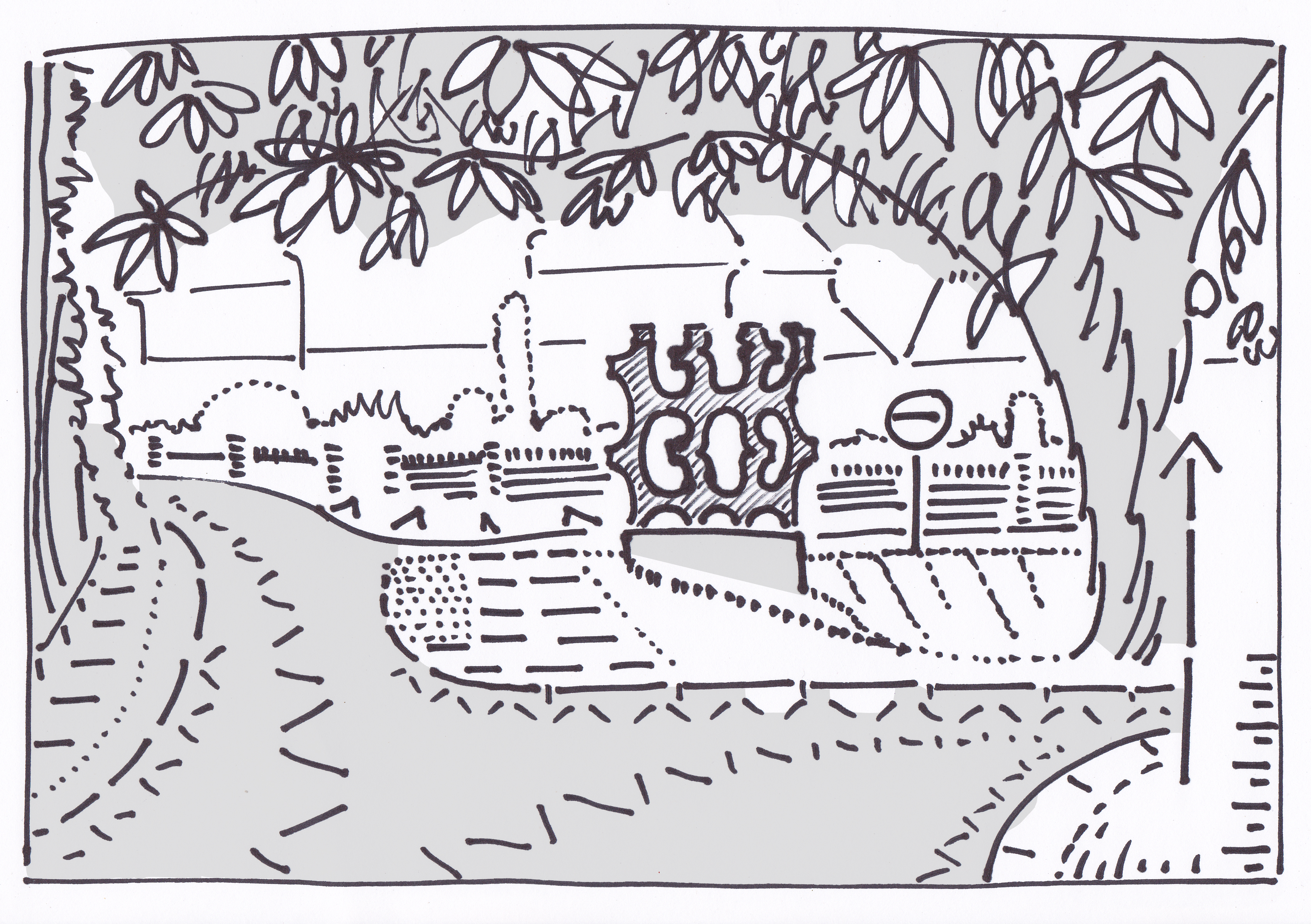
Helical Holes 2013. Beeld van Rinus Roelofs bij de tuindorp vijver

Rond 2000 trad een nieuwe generatie kunstenaars in Hengelo naar voren. Rineke Engwerda (1974) werd bekend door haar deelname aan het televisieprogramma Sterren op het doek (2013), waarvoor ze André Kuipers ten voeten uit schilderde. Derya Zenginoglu (1974) raakte bekend door haar installaties. In 2019 heeft ze in Istanboel geëxposeerd waar ze aandacht kreeg van de landelijke pers in Turkije. Een van haar installaties is aangekocht door onderzoeksinstituut MERLN (Maastricht University). Haar kunstwerk en wijze van samenwerking dienden als vertrekpunt voor een groter project, waarin (jonge) wetenschappers en kunstenaars samen worden gebracht tijdens lezingen of seminars.

### Film, theater en muziek

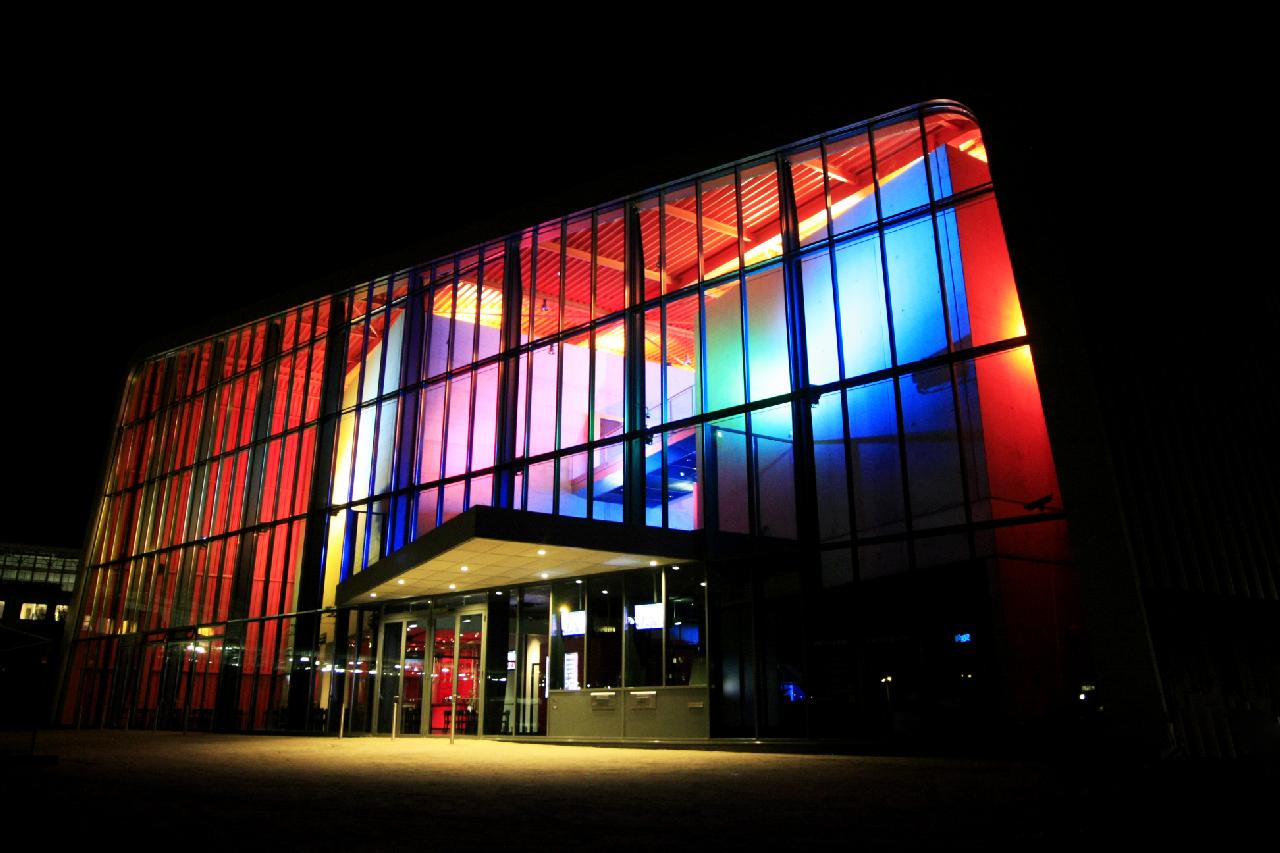
Poppodium Metropool achter het station

Aan de Beekstraat in Hengelo is de bioscoop Cinema Hengelo gevestigd. Het bioscoopgebouw met opvallende betongevel werd in 2004 geopend als opvolger van Bellevue. Het Filmhuis Hengelo is een vrijwilligersorganisatie die in 1990 is ontstaan en arthousefilms vertoont in de Schouwburg Hengelo
De Schouwburg Hengelo bevindt zich tegenover het station. Er worden naast filmvoorstellingen ook theater- en muziekevenementen georganiseerd. Het theater opende in 2001 zijn deuren en is de opvolger van het concertgebouw dat voordien op deze locatie was gevestigd.
Naast de schouwburg aan de zelfde straat, de Beursstraat, bevindt zich de openbare bibliotheek Hengelo.
Tegenover de schouwburg ligt het prins Bernhard plantsoen. Daar vindt eenmaal per jaar het BAM-festival plaats.
Aan de achterzijde van het station is Poppodium Metropool gevestigd, dat tot een van de kernpodia van Nederland wordt gerekend.

### Carnaval
Er zijn diverse carnavalsverenigingen in Hengelo. De oudste carnavals vereniging de "Windbuuln" dateert uit 1950. In 1951 verscheen de eerste prins. Sindsdien ontwikkelde het carnaval zich tot een jaarlijks evenement met een lichtparade en een gezinsoptocht.

### Media
De regionale omroep voor de provincie Overijssel, RTV Oost heeft zijn studio's gevestigd in Hengelo. De omroep ontstond in 1979 als afsplitsing van de RONO en was tot midden jaren 90 gevestigd aan de Beursstraat in het centrum van Hengelo. Tegenwoordig is de omroep gehuisvest in een pand op het industrieterrein Westermaat. Naast de regionale omroep, heeft de stad een lokale omroep: Radio Hengelo TV.
Tot in de jaren 90 waren er twee dagbladuitgevers in Hengelo gevestigd. De Twentsche Courant was een dagblad van katholieke signatuur en had haar hoofdvestiging in het centrum van de stad. Daarnaast kende de stad het Hengelosch Dagblad, dat later een kopblad werd van Dagblad Tubantia. In 1996 fuseerden beide dagbladen tot De Twentsche Courant Tubantia en werden de redacties samengevoegd in Enschede.

## Economie

### Detailhandel

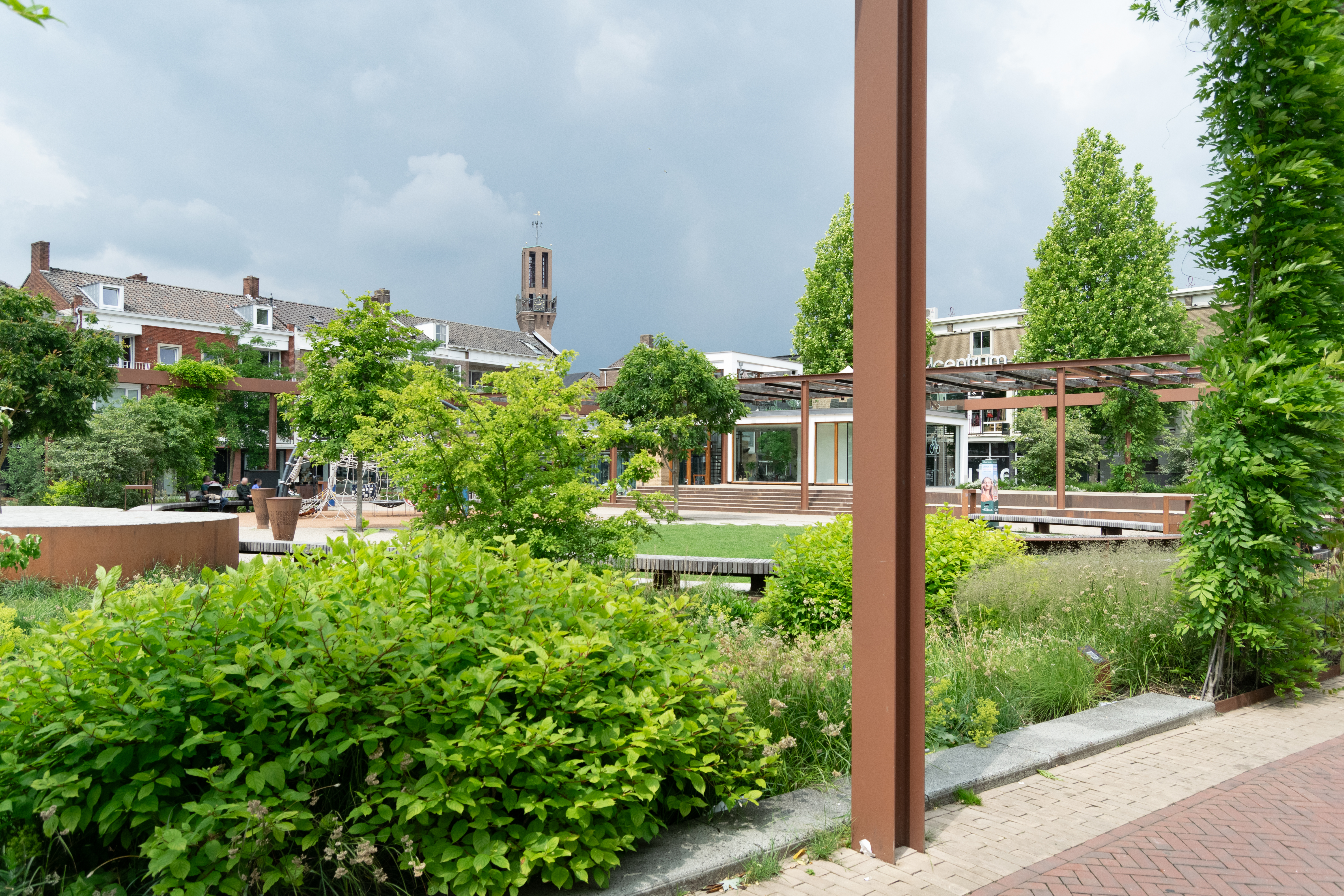
Het Marktplein in Hengelo, na de renovatie van 2023.

De gemeente Hengelo heeft een winkelvloeroppervlak van circa 190.000 m², wat meer dan gemiddeld is voor kernen van vergelijkbare omvang. Het winkelaanbod is verspreid over het centrum, Westermaat Plein en diverse wijk- en buurtcentra. Het winkelhart van Hengelo bevindt zich in het centrum met als belangrijkste winkelgebied de Enschedesestraat, Markt, Telgen, Brinkstraat en Nieuwstaat. Met name modezaken zijn goed vertegenwoordigd in het centrum. Andere veelvoorkomende winkeltypen zijn levensmiddelen, juweliers, opticiens, schoenen en lederwaren. De winkelleegstand in het centrum van Hengelo als gevolg van een sterk veranderend koopgedrag, de economische omstandigheden, online aankopen en ontwikkelingen in de periferie ligt boven het landelijk gemiddelde. In de stad is sprake van een structurele leegstand. Door wijziging van beleid – het verkleinen van het winkelgebied en herbestemming – is de leegstand in 2023 afgenomen.
Op woensdag en op zaterdag is er een warenmarkt in Hengelo op het Marktplein. De binnenstad kende tot 2016 jaarlijks 16 koopzondagen, terwijl de winkels aan Westermaat Plein elke zondag de deuren mogen openen. In 2016 is besloten dat winkels iedere zondag open mogen tussen 6:00 en 22:00.
In de jaren 90 veranderde het rijksbeleid ten aanzien van detailhandel. Waar voorheen de detailhandel voornamelijk in de binnensteden moest worden geconcentreerd, wees de rijksoverheid met dit nieuwe beleid dertien locaties in Nederland aan voor grootschalige detailhandelsvestigingen. Het Westermaat Plein, dat ingeklemd ligt tussen de A1 en Borne, is een van deze dertien locaties. Op het terrein zijn grootschalige winkels gevestigd met een vloeroppervlak van ten minste 1.500 m². Het totale winkelvloeroppervlak beslaat ruim 42.000 m². Westermaat Plein is daarmee na het centrum het grootste winkelgebied van Hengelo. Een belangrijk deel van de bezoekers is afkomstig uit Duitsland.

## Infrastructuur en vervoer

### Wegen

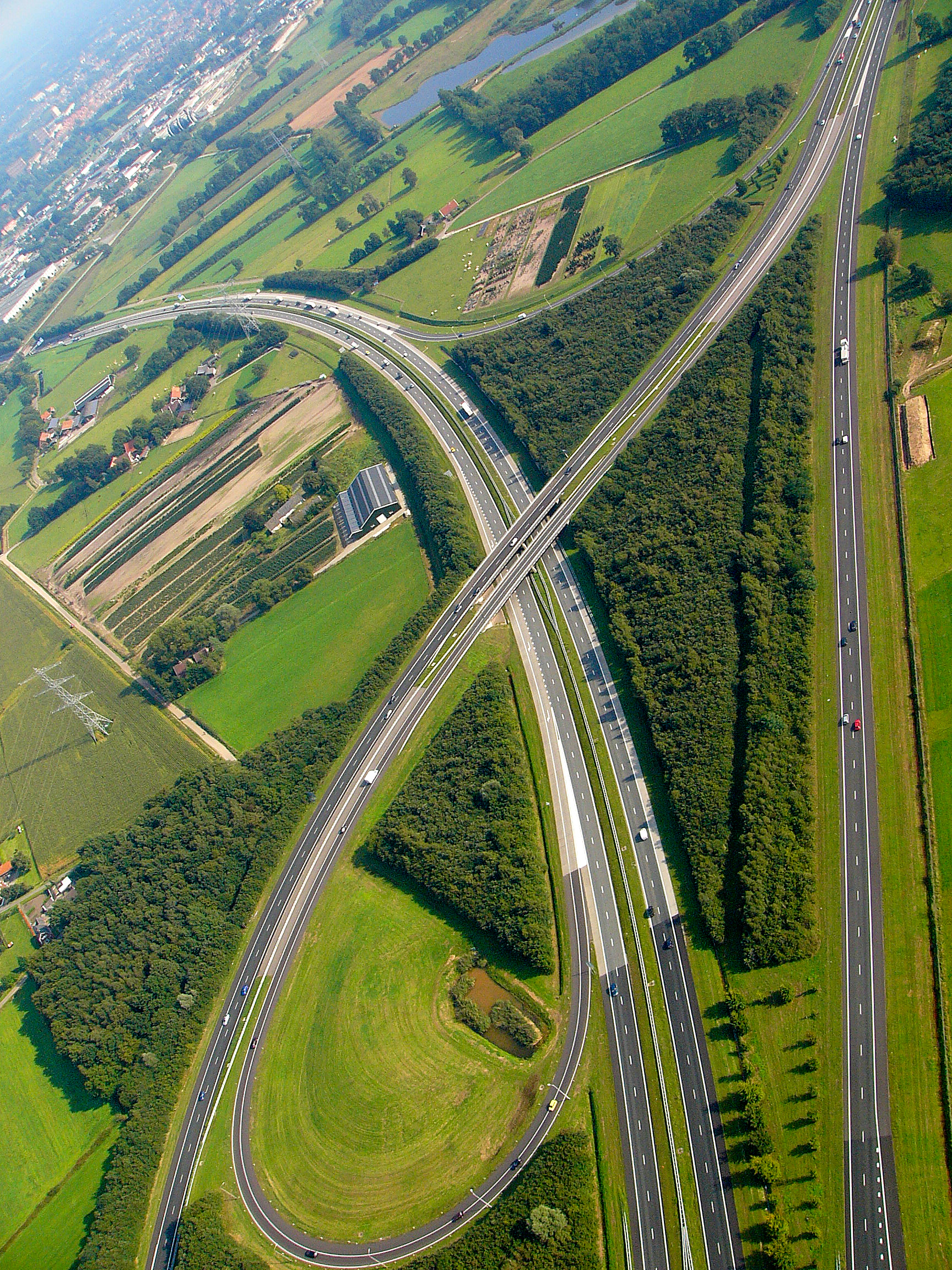
Bij Knooppunt Buren ten noordwesten van Hengelo splitsen zich de A1 en A35.

De A1 is een van de drie hoofdverbindingsassen in Nederland voor het goederenvervoer naar Duitsland, Polen en de Baltische staten. De snelweg voert van Amsterdam in oostelijke richting naar de grensovergang bij De Lutte, alwaar hij overgaat in de Bundesautobahn 30 richting Osnabrück en uiteindelijk Berlijn. Vanaf knooppunt Hoevelaken is deze autosnelweg onderdeel van de Europese weg 30. Het gedeelte langs Hengelo, dat de kardinaalshoed wordt genoemd, kwam gereed in 1988. Bij knooppunt Buren ten noordwesten van Hengelo kruist de A1 de rijksweg 35 (A35/N35). Deze weg voert dwars door de provincie Overijssel van Zwolle in het noordwesten tot aan de Duitse grens bij Glanerbrug. Vanaf de grens gaat de weg over in de Bundesstraße 54 richting Münster en verder. De weg is tussen Wierden en Enschede als autosnelweg uitgevoerd.
Voordat de A1 werd aangelegd moest het doorgaande (inter)nationale verkeer door de binnenstad van Hengelo. Via de Deldenerstraat, Bornsestraat, en Oldenzaalsestraat werd het verkeer afgehandeld van en naar het westen en de grensovergang bij De Poppe. In de jaren 70 passeerden zo dagelijks 1200 vrachtwagens het centrum van de stad. Nadat de snelweg langs Hengelo en in 1992 de doortrekking tot de Duitse grens gereed kwam, nam het belang van de straten door het centrum van de stad af en werden deze deels verkeersluw gemaakt.
De N342, die in het verlengde van de Oldenzaalsestraat via Oldenzaal en Denekamp naar de Duitse grens loopt en de N346, die vanaf Zutphen, via Lochem, Goor en Delden uitkomt op de Deldenerstraat in Hengelo vormen de opvolgers voor de voormalige doorgaande weg. Overige N-wegen naar Hengelo zijn de N738 vanuit Weerselo, de N739 vanuit Haaksbergen en de N743 vanuit Almelo, via Zenderen en Borne.

### Spoorwegen

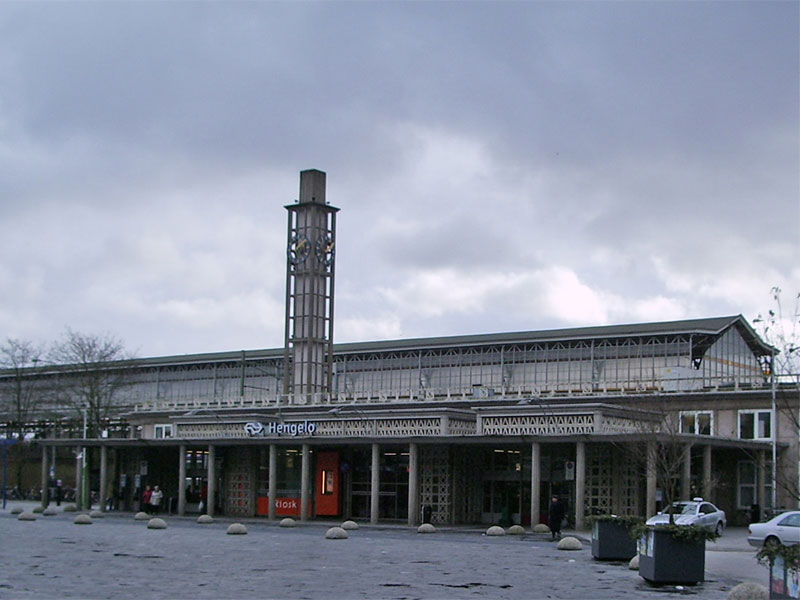
Hoofdingang van het station Hengelo

Met de opkomst van de textiel- en machine-industrie in Twente ontstond ook de wens tot het exploiteren van een spoorlijn voor de aanvoer van steenkool. In 1858 werden onder leiding van Charles Stork de eerste plannen uitgewerkt om te komen tot de aanleg van een spoorlijn van Almelo via Hengelo naar Salzbergen in het Koninkrijk Hannover. Hier bevond zich een overslagplaats van steenkool dat gedolven werd in het nabijgelegen Ibbenbüren en in het Ruhrgebied. Op 18 oktober 1865 werd de spoorlijn officieel in gebruik genomen. Tegelijkertijd lobbyde de gemeente Hengelo bij de rijksoverheid voor de aansluiting van Hengelo met de rest van Nederland. Nauwelijks een halve maand na de opening van de lijn naar Salzbergen werd de lijn Zutphen - Glanerbrug op 1 november 1865 geopend en op 1 juli 1866 was de verlenging naar Enschede een feit.
Nadat in 1878 de Locaalspoor- en tramwegwet van kracht werd, waarbij er minder hoge eisen werden gesteld ten aanzien van de beveiliging, werd er enkele jaren later door de Geldersch-Overijsselsche Lokaalspoorweg-Maatschappij een spoorlijn aangelegd tussen Hengelo via Boekelo en Haaksbergen naar Winterswijk. De spoorlijn werd geopend op 15 oktober 1884. In 1935 werd de dienstregeling voor het personenvervoer opgeheven en later de gehele lijn. Het eindpunt van de spoorlijn was station Hengelo GOLS, dat zich nabij het huidige gebouw van de voormalige Hofstede MTS bevond. De Parallelweg L. S. herinnert nog aan deze spoorlijn.
Na circa 2012 telt Hengelo drie treinstations. Het belangrijkste station is station Hengelo, dat in de Tweede Wereldoorlog werd gebombardeerd en in 1951 werd heropend. Op het station stoppen de NS-intercitytreinen van Enschede naar Schiphol en Den Haag. Internationaal is station Hengelo de laatste Nederlandse stopplaats op de treindienst Amsterdam - Berlijn, die door DB Fernverkehr en NS International wordt uitgebaat. Naast station Hengelo zijn er nog twee stations in de stad. Zowel station Hengelo Oost als station Hengelo Gezondheidspark, dat op 9 december 2012 werd geopend, liggen op het traject Zutphen - Oldenzaal. De dienstregeling op deze spoorlijn en richting Zwolle wordt verzorgd door Blauwnet.

### Stads- en streekvervoer

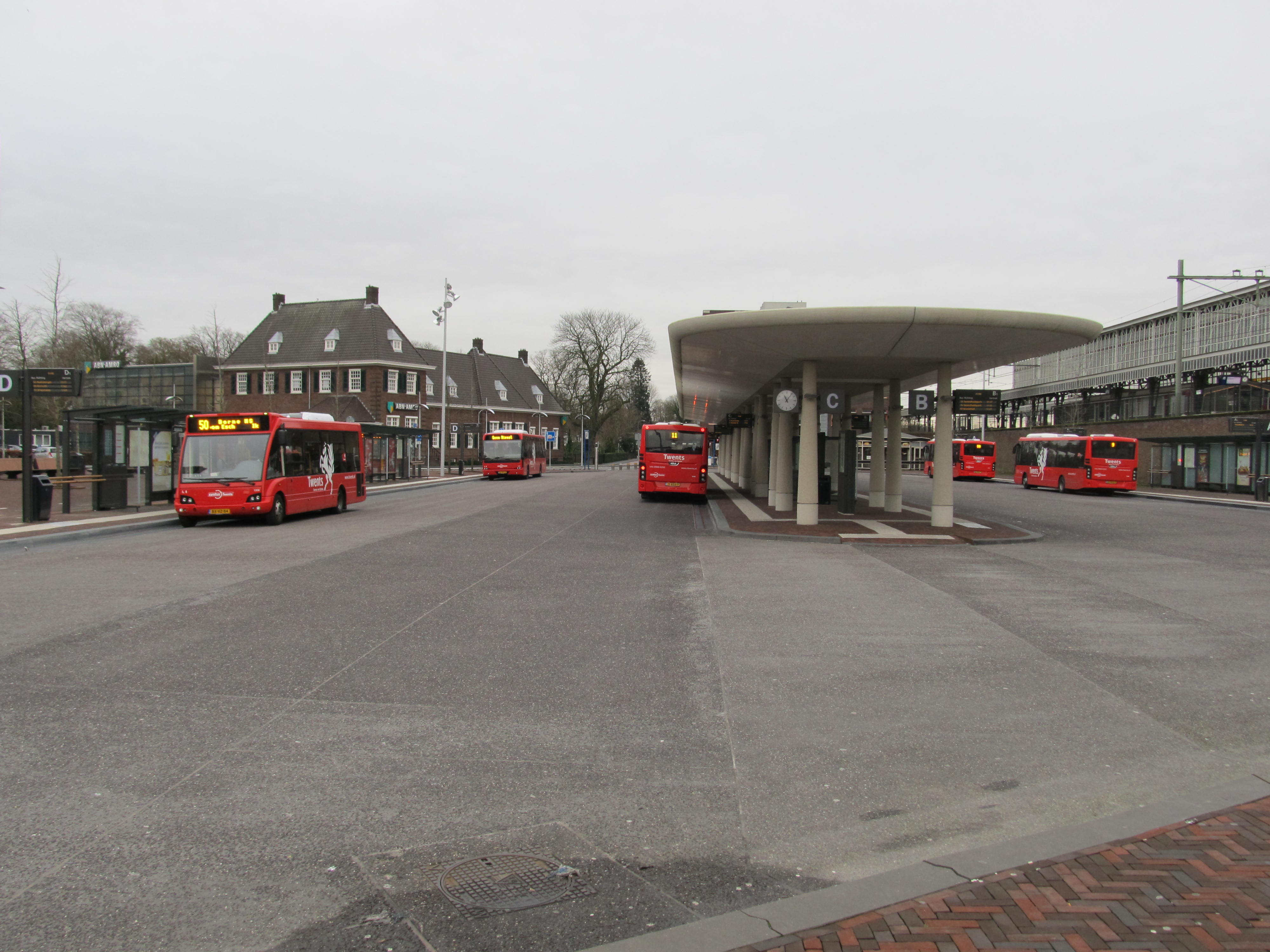
Busstation Hengelo

Het stads- en streekvervoer in Hengelo wordt uitgevoerd in opdracht van de provincie Overijssel. Sinds 10 december 2023 is Arriva concessiehouder voor de regio. Het bedrijf verzorgt onder de naam RRReis het busvervoer in en om Hengelo. Naast een aantal stadsdiensten, waarbij het bedrijf een lijn heeft gekoppeld met de stadsdiensten van Enschede, verzorgt het bedrijf het vervoer naar Almelo, Borne, Tubbergen, Weerselo en Haaksbergen.
Net als het huidige aanbestede vervoer was in de jaren 20 van de twintigste eeuw het stads- en streekvervoer een particuliere aangelegenheid. Verschillende bedrijven verzorgden het busvervoer in Twente, waaronder de Hengelosche Autobus Dienst van Klaaskate. Eind jaren 20 exploiteerde de Twentsche Electrische Tramweg Maatschappij (kortweg: TET) een streekdienst tussen Hengelo en Enschede. Na de Tweede Wereldoorlog werd de TET aangewezen als de belangrijkste vervoerder voor het oosten van Overijssel en waren ver verbindingen naar Glanerbrug, Haaksbergen en Almelo. Daarnaast verzorgde het bedrijf het stadsvervoer in Hengelo.
Eind jaren 50 besloot de gemeente Hengelo de subsidie voor de stadsdiensten stop te zetten met als gevolg dat de TET de dienstverlening in Hengelo staakte. Het touringcarbedrijf Reiscentrale Twente nam de concessie in 1957 over. In 1972 werd het bedrijf gesplitst en werd het openbaar vervoer in Hengelo ondergebracht in de Hengelose Autobus Dienst-Onderneming (HADO). Vijf jaar later werd de HADO bij de TET ingelijfd en waren het stads- en streekvervoer weer in dezelfde handen. In de golf van fusies vanaf midden jaren 90 ontstond uiteindelijk Connexxion dat tot eind 2013 het busvervoer in en om Hengelo verzorgde.

### Waterwegen

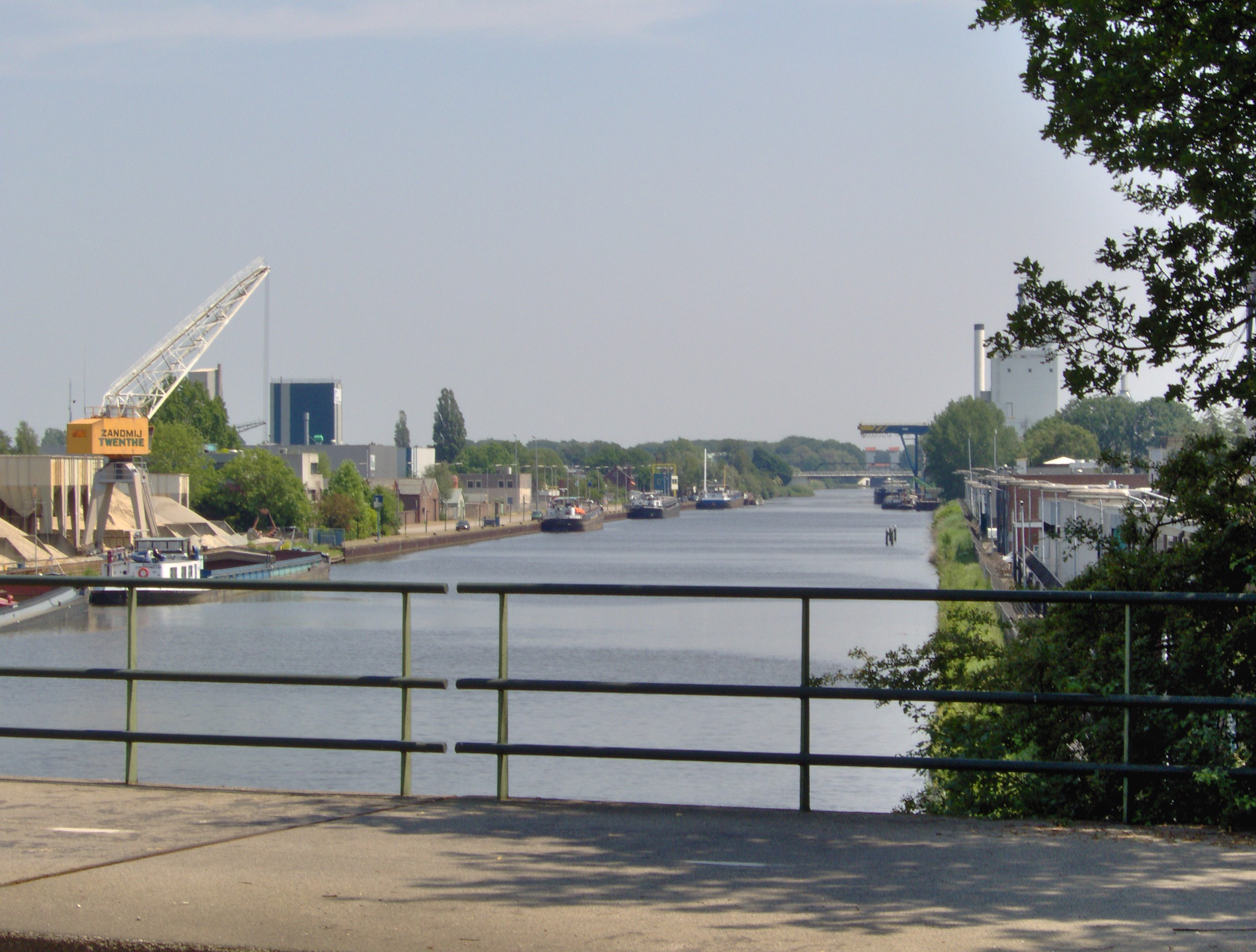
Haven van Hengelo aan het Twentekanaal

Voor het goederenvervoer over het water is Hengelo aangewezen op het Twentekanaal. De haven van Hengelo is de grootste binnenhaven in Twente en heeft twee insteekhavens en een buitenhaven. Aan het begin van de twintigste eeuw ontstonden de eerste plannen voor de aanleg van een kanaal naar Twente. Het duurde echter nog tot 1930 voordat er een begin werd gemaakt met de aanleg van het kanaal. In 1935 werd het kanaal geopend en konden de eerste binnenvaartschepen hun lading laden en lossen aan de kade even voor de schutsluis Hengelo.
Er zijn al lange tijd plannen om het Twentekanaal door te trekken naar Duitsland en daar aan te laten sluiten op het Mittellandkanaal, maar deze lijken financieel niet haalbaar. Vanwege de toenemende grootte en diepgang van de binnenvaartschepen zijn er plannen gemaakt om het kanaal tot 2020 te verdiepen. Tegen die tijd moeten schepen van de zogenaamde klasse Va-schepen met een diepgang tot 2,80 m. de havens in Twente, waaronder de haven van Hengelo, kunnen bereiken.

### Luchtvaart
In de driehoek Enschede – Oldenzaal – Hengelo ligt Twente Airport, de voormalige vliegbasis Twenthe.
Dit is echter niet het eerste vliegveld bij Hengelo. Reeds in 1920 had de stad kortstondig twee vliegvelden. Twee lokale initiatieven kwamen tot de aanleg van een vliegveld. Het ene lag aan de Bornsestraat, terwijl het andere vliegveld op het Pruisische veld werd aangelegd. Lang hebben deze vliegveldjes niet bestaan en in 1921 werd ten noorden van het Pruisische veld en naast het huidige vliegveld op het grondgebied van Lonneker een vliegterrein aangelegd.
Uiteindelijk werden eind jaren 1920 de plannen concreter voor de aanleg van het definitieve vliegveld, dat in 1931 werd geopend. Het vliegveld was een initiatief van de Twentse industriëlen. Het vliegveld werd in de Tweede Wereldoorlog door de Duitse bezetter omgebouwd tot Fliegerhorst en na de oorlog deed het terrein dienst als Nederlandse luchtmachtbasis.
Nadat het vliegveld in 2008 werd gesloten zijn er plannen gemaakt voor een herstart, waar veel politieke weerstand bij onder andere de gemeente Hengelo tegen bestond.
In 2017 werd het vliegveld onder de naam 'Twente Airport' heropend als burgerluchthaven.

## Onderwijs, welzijn en sport

### Onderwijs

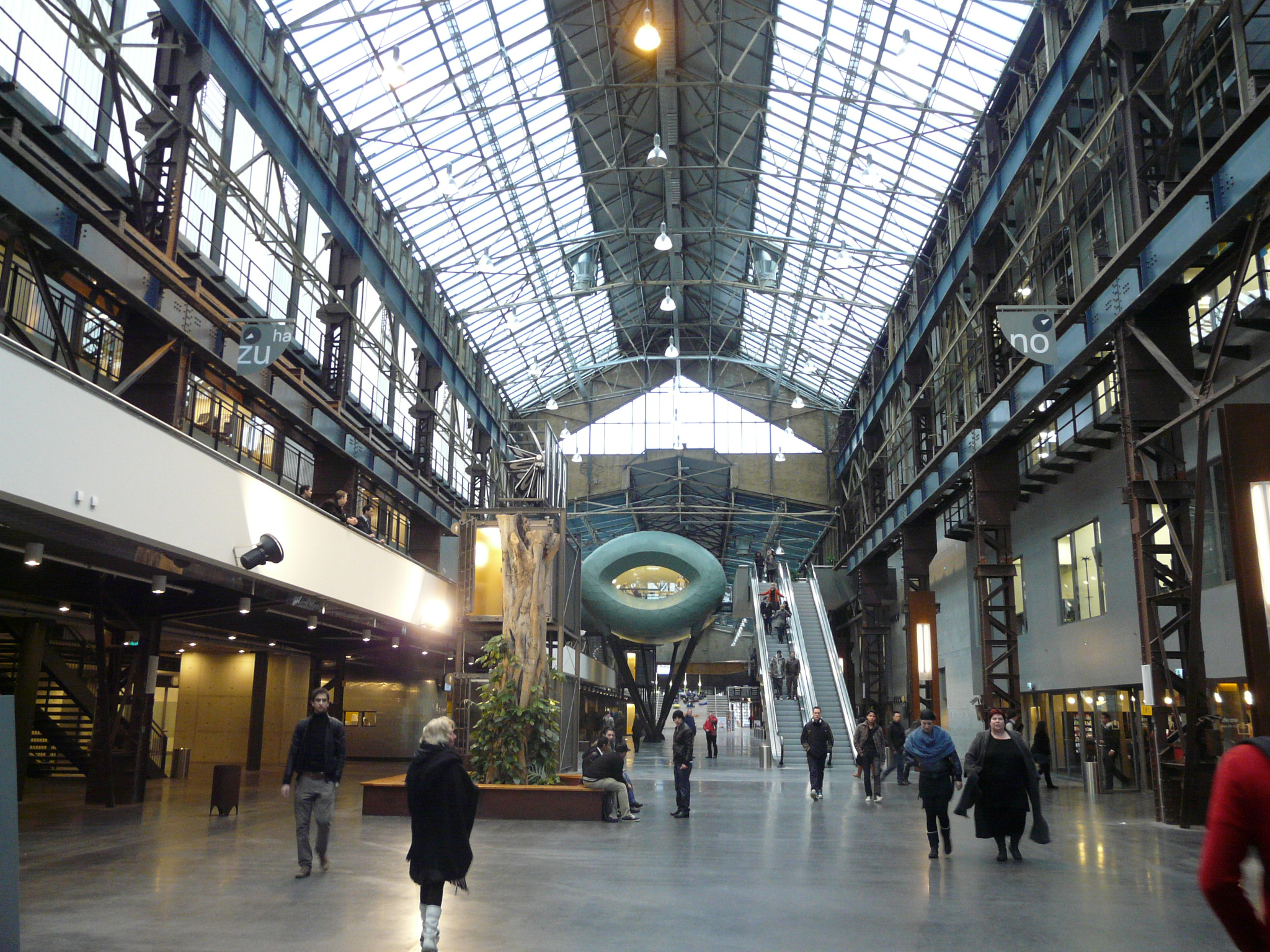
Interieur van het ROC van Twente in de voormalige ijzergieterij van Stork

In Hengelo zijn diverse scholen voor basis-, middelbaar- en beroepsonderwijs gevestigd. In het basisonderwijs zijn zowel openbare als confessionele scholen gevestigd. Daarnaast kent Hengelo scholen voor speciaal-, dalton-, jenaplan- en montessorionderwijs.
Hengelo kent drie grote middelbare scholen van Rooms-Katholieke signatuur die vallen onder Scholengroep Carmel Hengelo: het Lyceum de Grundel, het Avila College en Twickel Hengelo. Onder de Openbare Scholengemeenschap Hengelo vallen het Bataafs Lyceum, het Montessori College Twente en 't Genseler. In 2018 werd in een samenwerking tussen Scholengroep Carmel Hengelo en de Openbare Scholengemeenschap Hengelo het C.T. Stork College opgericht, een grote vmbo-school waar actief leren centraal staat.
In de voormalige ijzergieterij van Stork bevindt zich de belangrijkste locatie van ROC van Twente voor middelbaar beroepsonderwijs in Hengelo. Tevens is er een hoger beroepsonderwijsinstelling in Hengelo gevestigd. Hogeschool Tio heeft een vestiging aan de Lansinkesweg.

### Gezondheidszorg
Rond 1890 ontstond het plan tot het oprichten van een voor die tijd modern ziekenhuis. Tot die tijd werden zieken verpleegd in een gasthuis. De doopsgezinde dominee Boetje kwam met het plan tot het oprichten van een particulier ziekenhuis en middels een geldinzamelingsactie verkreeg hij hiervoor het benodigde startkapitaal. Villa Drienerhof aan de Drienerdwarsweg (tegenwoordig Ziekenhuisstraat), die in bezit was van Van Wulfften Palthe werd hierna aangeschaft en omgebouwd tot ziekenhuis. In de Tweede Wereldoorlog werd het ziekenhuis zwaar beschadigd en werd na de oorlog vervangen door het Julianaziekenhuis nabij de Geerdinksweg.
In 1908 werd er met het katholieke Sint Gerardus Majellaziekenhuis een tweede ziekenhuis opgericht. Het ziekenhuis werd gebouwd op de hoek van de Bothastraat en Paul Krugerstraat. Later verhuisde het naar de Oldenzaalsestraat. Eind jaren 80 fuseerden beide ziekenhuizen tot het Streekziekenhuis Midden-Twente. De locatie aan de Oldenzaalsestraat werd in 1990 gesloten en afgebroken om plaats te maken voor woningen. Het overgebleven ziekenhuis behoort tegenwoordig tot de Ziekenhuis Groep Twente met vestigingen in Hengelo en Almelo en staat bekend als ZGT Hengelo.
Het gebied rondom het ziekenhuis staat bekend als het gezondheidspark Hengelo en naast het ziekenhuis zijn hier onder andere organisaties voor thuiszorg, jeugdzorg en een zorgcomplex voor ouderen en chronisch zieken, het voormalige Borsthuis, gevestigd.

### Sport

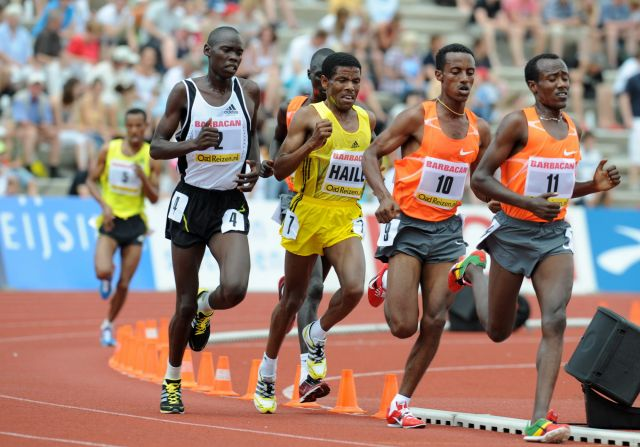
Mr. Hengelo Haile Gebrselassie tijdens de FBK Games in 2009

Diverse topsporten hebben of hadden in Hengelo hun thuisbasis. Ieder jaar worden de Fanny Blankers-Koen Games gehouden. Dit atletiektoernooi, dat deel uitmaakt van de IAAF World Challenge, is vernoemd naar Fanny Blankers-Koen die door 4-voudig goud op Olympische Spelen van 1948 bekend werd als 'De vliegende huisvrouw' en 'The Flying Dutchmam'. Het Fanny Blankers-Koen Stadion, waar het toernooi wordt gehouden, draagt eveneens haar naam. Daarnaast is Hengelo thuishaven van het trainingscomplex van de Enschedese voetbalclub FC Twente. Het FC Twente-trainingscentrum bevindt zich pal naast het Fanny Blankers-Koen Stadion.
Jarenlang speelde Biljartclub Hengelo mee om de landstitel in de eredivisie driebanden. Onder andere de voormalige wereldkampioen Torbjörn Blomdahl speelde voor de club die zijn wedstrijden speelde in zaal Veldkamp aan de Oldenzaalsestraat. Met Blomdahl werd BC Hengelo in 1994 voor het eerst Nederlands kampioen. In 1972 werd in Hengelo het wereldkampioenschap dammen georganiseerd. De Nederlander Ton Sijbrands wist dit toernooi te winnen.
De Nacht van Hengelo is een jaarlijks terugkerend wielerevenement in de stad. Sinds 1975 wordt de profronde door het centrum van de stad verreden. De ronde kent talloze (inter)nationale winnaars en ook Hengeloër Joost Posthuma won de ronde in 2005.
Naast topsport kent Hengelo verschillende vormen van breedtesport. In Hengelo ligt accommodatie De Bijenkorf, thuisbasis van voetbalvereniging HVV Tubantia. HVV Tubantia speelde van 1955 tot 1967 betaald voetbal in wat het FBK-stadion is geworden. Ook ligt hier het gemeentelijk Sportpark Slangenbeek, waar ATC '65 gevestigd is.
De gemeente kent twee zwembaden: het overdekte Twentebad, nabij industrieterrein Timmersveld in de Hengelose Es, en het Tuindorpbad in de Tuindorpvijver, dat tevens op de rijksmonumentenlijst staat. De voormalige klei-afgravingen nabij het Twentebad, het Castorbad en het Weusthagbad deden vroeger eveneens dienst als zwembad, net als het inmiddels gesloten Kristalbad.

## Bekende Hengeloërs

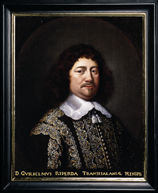
Willem Ripperda

Hoewel Hengelo als gemeente slechts een relatief korte geschiedenis kent, zijn er een aantal bekende persoonlijkheden die met de stad geassocieerd kunnen worden. Een van de bekendste inwoners van het Huis Hengelo was Willem Ripperda, die als gevolmachtigd ambassadeur deelnam aan de vredesonderhandelingen die leidden tot de Vrede van Münster. Bekende industriëlen die in de stad actief waren Wolter ten Cate, die wordt gezien als de vader van de industriële ontwikkelingen van Hengelo, Charles Theodorus Stork en zijn zoon Dirk Willem Stork van de gelijknamige machinefabriek, Rento Hofstede Crull medeoprichter van Heemaf en Floris Hazemeyer, grondlegger van Hazemeyer en Hollandse Signaalapparaten.
Op sportgebied is de hardloper Haile Gebrselassie een belangrijke ambassadeur voor de stad geweest. Mr. Hengelo, zoals zijn bijnaam luidt, liep meerdere wereldrecords tijdens de FBK Games. De beeldhouwer Pieter de Monchy werd in Hengelo geboren evenals Cobra-kunstenaar Theo Wolvecamp. Beeldend kunstenaar Rinus Roelofs (1954) ontdekt een fout in de voorstelling van een romboëdrische kuboctaëder van Leonardo da Vinci. Architect Karel Muller ontwierp vele woningen in het tuindorp ’1.t Lansink. Lokale bekendheid genoot de in Saint Lucia geboren Joseph Sylvester, die in Nederland bekendstond als Menthol.